# Pajottenland

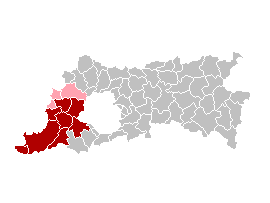
Vlaams-Brabantse gemeentes van het Pajottenland (rood), in roze de gemeentes die afhankelijk van de bron tot het Pajottenland of de Brabantse Kouters gerekend worden.

Het Pajottenland is een zachtheuvelende, vruchtbare, agrarische streek in West-Brabant ten zuidwesten van Brussel in de provincie Vlaams-Brabant. Het wordt ook het Toscane van de Lage Landen, en het Land van Bruegel genoemd die in de streek inspiratie zocht en bekend staat als symbool voor het Pajottenland. De regio is bekend om zijn streekproduct lambiek en de afgeleide dranken Faro, Kriek en vooral Geuze.
Inwoners van dit gebied heten Pajotten, enkelvoud Pajot. De naam Pajottenland, toen geschreven als Payottenland, werd in 1845 geïntroduceerd door F.J. De Gronckel.

## Geografie en geologie
Het Pajottenland is begrensd:
- in het westen door de Dender.
- in het noorden door de Bellebeek, die in Liedekerke in de Dender uitmondt;
- het oosten door de Zenne (Sint-Pieters-Leeuw en zijn deelgemeenten nog inbegrepen);
- in het zuiden door de Mark, die eveneens in de Dender uitmondt;

Het laagste punt van de streek is de Zennevallei.

Het kenmerkende heuvelachtige landschap weerspiegelt zich in heuvels met namen als bergen zoals bv. Ledeberg, Congoberg, Suikerenberg, IJsberg, Snikberg, Tomberg, Tuitenberg, Zwijnenberg en zelfs Putberg.
Het hoogste punt, met 112m, is de Kesterberg (een getuigenheuvel). In 1988 werd er een gat geboord. De bovenste leemlaag was niet ouder dan 20.000 jaar. Op 125m stootte men op een laag massief kwartsiet die 500 miljoen jaar oud was.

## Geschiedenis
In de Middeleeuwen ontstonden twee grote heerlijkheden, in het noorden het Land van Gaasbeek en in het zuiden het Land van Edingen, die de voornaamste gemeenten van het Pajottenland omvatten. Het Pajottenland wordt gekenmerkt door de afwezigheid van steden. Het grenst wel aan de steden Brussel, Halle, Edingen, Geraardsbergen, Ninove en naargelang sommige bronnen ook aan Aalst.
Het Pajottenland was een van de kernen van de anti-concordatairen, beter bekend als Stevenisten.
De Vlaamse dichter Pol De Mont bezong zijn heimwee en bewondering voor zijn geboortestreek in het gedicht "Aan mijn Payottenland" in 1924.

### De betekenis van de naam Pajottenland

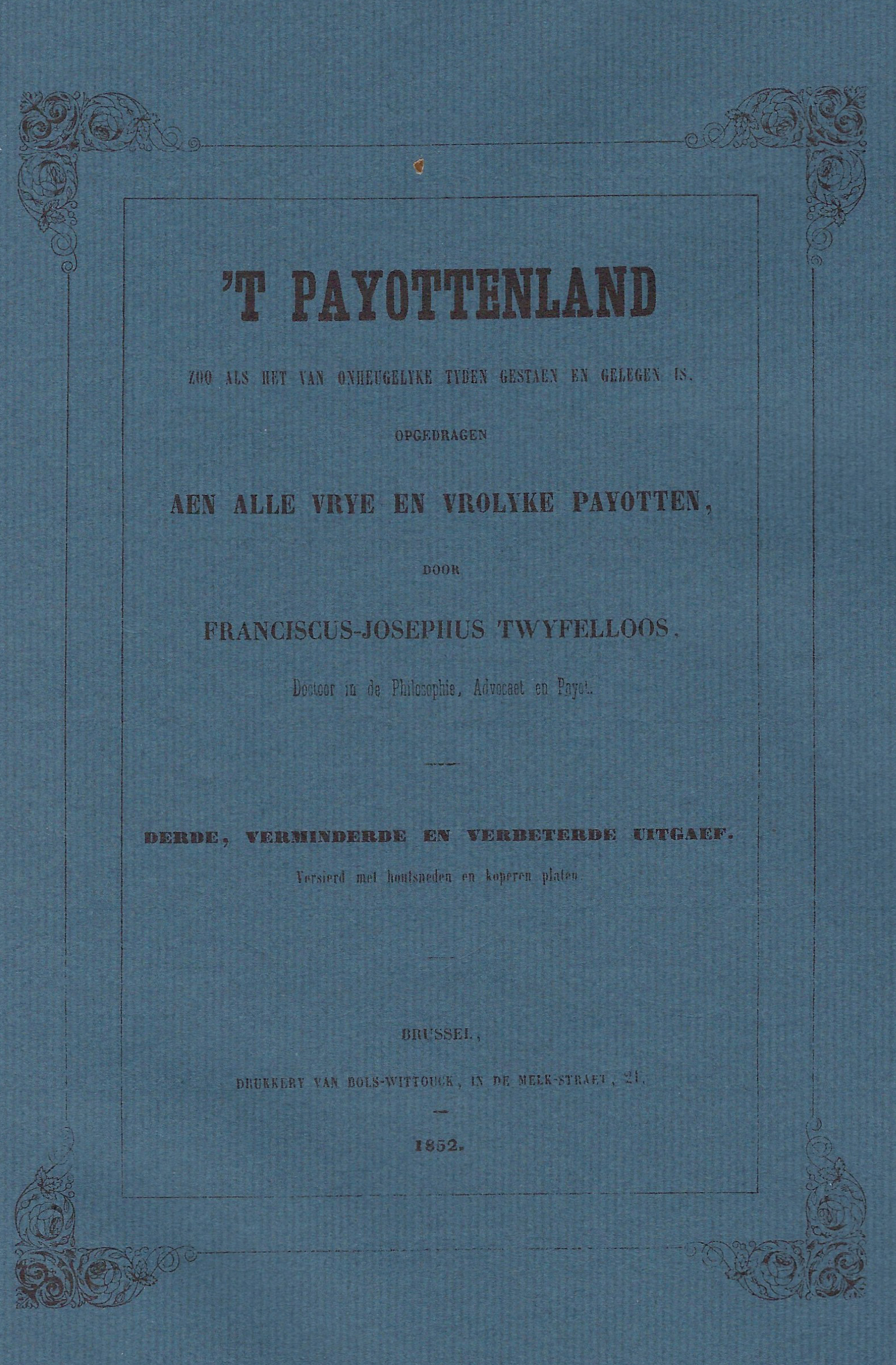
Titelblad van het boek 'T PAYOTTENLAND van Franciscus-Josephus Twyfelloos (pseudoniem van Frans Jozef de Gronckel) uitgave 1852-Brussel

De naam payot bestond al in 1789 en betekende huurling bij het Oostenrijkse leger.
Een affiche met de naam payotten werd in het woelige jaar 1789 opgehangen aan de deur van de paterskerk in Turnhout. Payot was oorspronkelijk de Waalse benaming voor een soldaat uit de eigen streek, in tegenstelling tot de vreemde Oostenrijkse soldaten.
Het woord is een afleiding van pays streek met het Franse suffix -ot en betekent dus streekgenoot en bij uitbreiding streekgenoot in het leger.
De betekenis viel ongeveer samen met piot, (al in 1709 uit Frans piote, Van Dale), een algemeen bekend gewestelijk woord voor een infanterist of gewone soldaat. Voorbeelden hiervan zijn: een voormalige Piottenberg in Antwerpen, in Tienen is de Piottengang het straatje dat van de Broekstraat naar de Kazerne of de nieuwe Arena loopt en in Venlo bestond binnen de oude vestingwerken de zogenaamde Piottewei.
De Lennikse advocaat F.J. De Gronckel gebruikte het woord Payottenland en de naam Payot, onder het pseudoniem Franciscus Josephus Twyfelloos, in een romantisch en ludiek geschrift, getiteld 't Payottenland gelyk het van oudtyds gestaen en gelegen is.
De tekst verscheen eerst als losse afleveringen in 1845 in de Gentse krant Den Vaderlander, maar de bekendste versie werd als 3e druk in 1852 in Brussel uitgegeven.
De guitige advocaat vond het woord uit als tegenhanger van het rond 1840 onder Leuvense studenten bekende Kerlingaland en plagieerde hiervoor zelfs het Kerelslied.
't Payottenland gelyk het van oudtyds gestaen en gelegen is verscheen in de fictiekatern van Den Vaderlander en moest vooral het roemrijke verleden van de streek rondom het Gaasbeekse in de verf zetten om zo het nodige tegengewicht tegen de oprukkende Brusselse grootstad, een grote bezorgdheid van De Gronckel, te bieden. Historisch correct is deze weergave van het Pajottenland dus niet, maar dit was ook niet de bedoeling van de auteur. Desalniettemin zou dit werk gedurende lange tijd de voornaamste bron vormen voor de beschrijving en oorsprong voor de naam Pajottenland. Hierin gebruikte de Gronckel de term Pajot eerder als synoniem voor patriot “[...] de trouw en den moed waer mede zy ten allen tyde den vaderlandschen grond verdedigden, …, ontvingen zy ook eenen doorluchtigen naem, dien van payotten of PATRIOTTEN, dat is ’s landsverdedigers, vaderlandminnaers”.
In 1963 verklaarde toenmalig burgemeester van Gooik Cyriel Everaet, de naam Pajot als refererend aan de traditionele dakbekleding uit riet (paille). Bovendien zouden deze bussels ook gebruikt zijn om de drassige wegen van de streek bereikbaarder te maken voor paard en kar.

### Het Pajottenland als Bruegelland

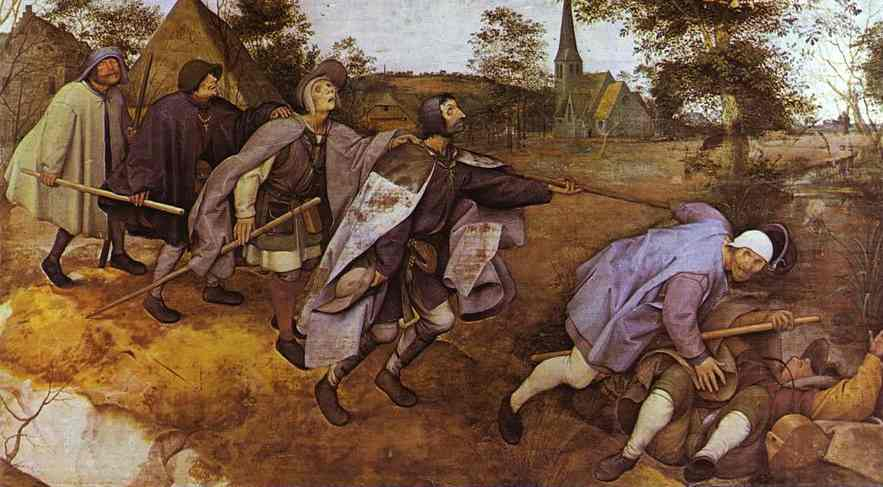
Parabel der Blinden

In 2019 werd het Pajottenland stevig in de kijker gezet als Bruegelland in het kader van het Bruegeljaar. De streek lijkt zo van oudsher verbonden met de figuur van Pieter Bruegel de Oude. Het idee van het Pajottenland-Bruegelland kan echter pas sinds 1929 aangetoond worden: in Neerlandia – een toeristisch Nederlands tijdschrift werd de regio aangeprezen als het land van Bruegel. Twee jaar later vond dit idee verder ingang door de gelijkenissen die René van Bastelaer (1865-1940), Bruegelspecialist en curator van het Prentenkabinet (van de Koninklijke Bibliotheek van België) zag tussen de Sint-Annakapel in Sint-Anna-Pede en de kapel die afgebeeld staat op ‘De Parabel der blinden’.
De idee van Bruegelland kwam pas echt tot leven in het Pajottenland in de jaren 1960. In 1963 zond de toenmalige nationale omroep BRT Een half uur Bruegel achterna in het Pajottenland uit. In deze reportage werden de Pajotten als werkers en feestvierders weergegeven en werd de basis gelegd voor het beeld van het Pajottenland als te beschermen cultuurlandschap.

#### Bruegeljaar 1969
Echt Bruegelgek werd de regio pas in 1969. Het is dan exact 400 jaar geleden dat Bruegel stierf en dit vormde de aanleiding voor enkele culturele spilfiguren uit het Dilbeekse om Bruegel ‘Terug te halen naar de streek’. Dilbekenaar Flor Gins speelde hier een bepalende rol in met de oprichting van het Nationaal Bruegelcomité. Onder andere mede door de initiatieven van het comité werd het kerkje van Sint-Anna-Pede van de ondergang gered. Aan de kerk wordt door de VTB een herdenkingsbankingehuldigd. Een expo met originele werken van Bruegel behoorde tot de ambitie van de organisatie, maar dit bleek niet mogelijk. Daarop besloten Gins en kunstschilder Jozef Aerts zelf heel wat werken van Bruegel na te schilderen en creëerden hiermee een reizende expo die eindigde in het Kasteel van Gaasbeek. Om hun activiteiten te financieren brengen ze ook herdenkingspenningen en Bruegelmokken op de markt.

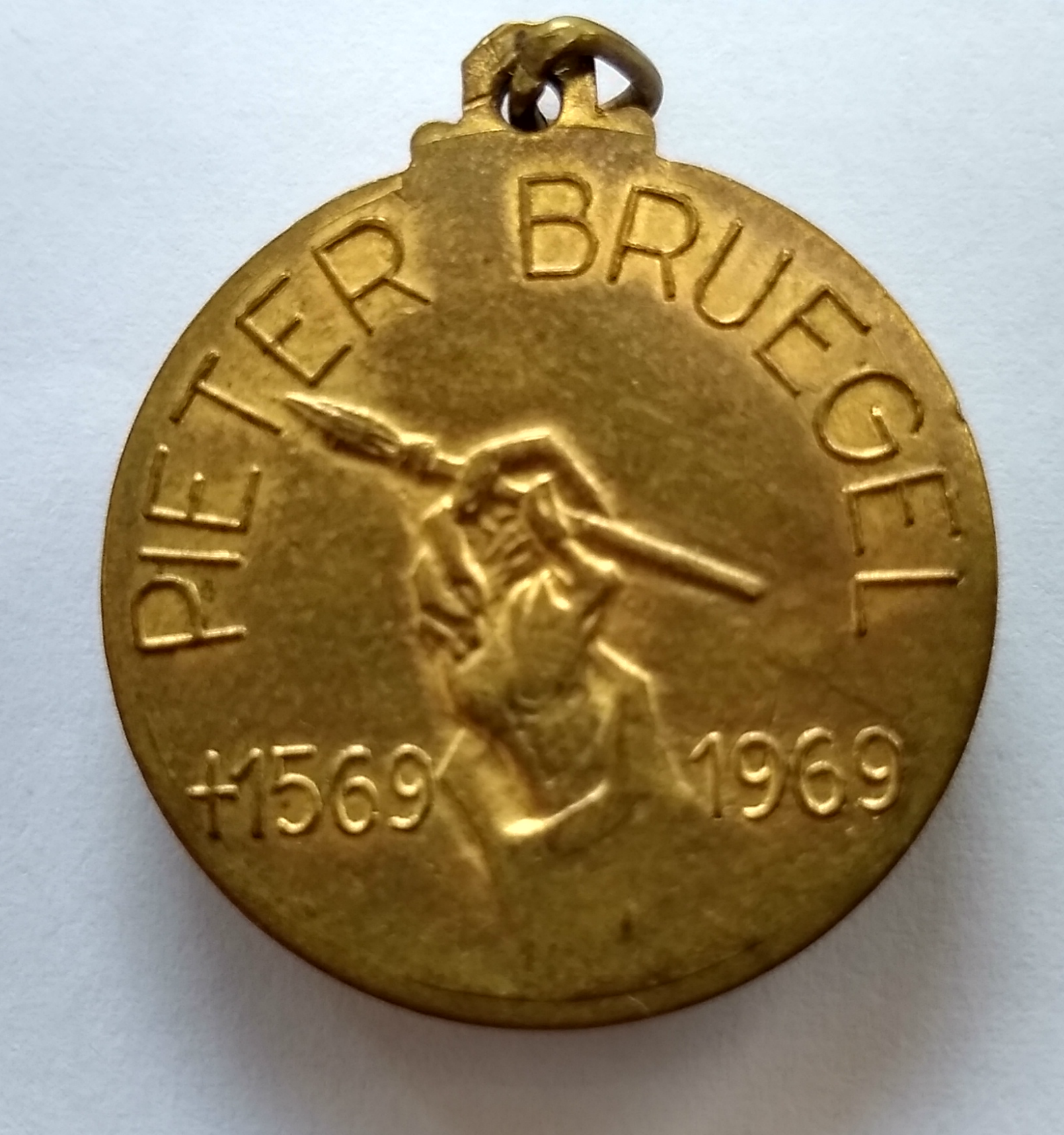
Bruegelpenning (1969): verso
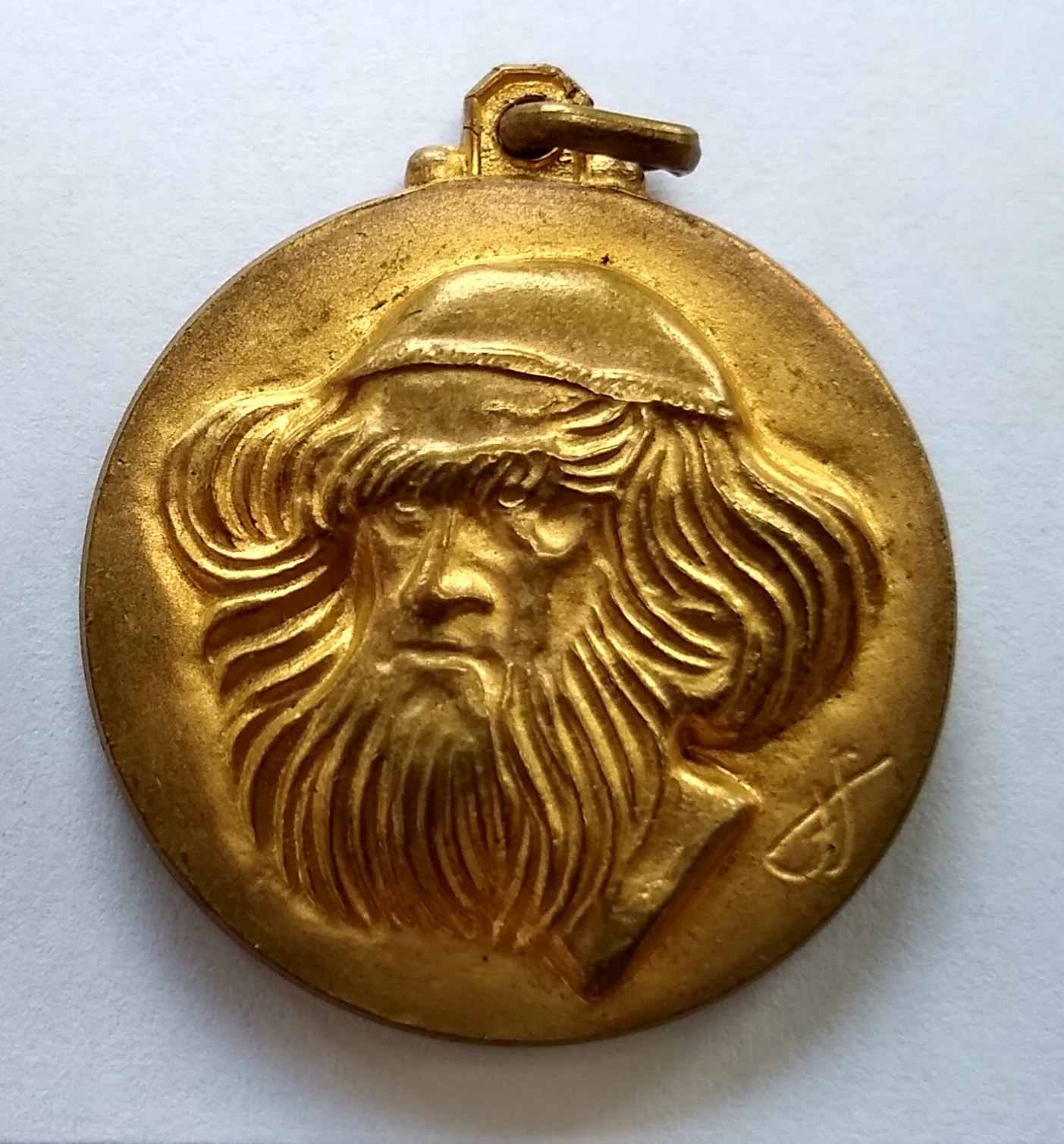
Bruegelpenning (1969): recto

Naast een ‘herontdekking’ van Bruegels oeuvre, vormde het Bruegeljaar ’69 ook een dankbare inspiratiebron voor de (lokale) culturele verenigingen: van Buizingen tot Zellik, gingen kunstenaars aan de slag en vonden tal van manifestaties in het teken van Bruegel plaats. Zo ontdekte zelfs het koninklijk paar, Boudewijn en Fabiola, het Pajottenland als Breugelland bij de start van de door de toenmalige provincie Brabant georganiseerde Bruegelfeesten op het provinciedomein van Huizingen.
Ondertussen was de internationale allure van de kunstenaar ook lokale cultuurliefhebbers niet ontgaan – sinds 1969 werd Bruegel actief gebruikt in de toeristische promotie van de streek. Ook tijdens het “Jaar van het dorp” in 1978 verwijst men graag naar de schilder wanneer men het landelijke karakter in de verf wil zetten. In Wambeek werd zo dat jaar een muurschildering van Bruegel aangebracht in de dorpskom en in het Dilbeekse Sint-Anna-Pede werd door Albrecht de Schrijver in 2004 het openluchtmuseum met kleurvaste reproducties opgericht. Wanneer in de jaren 1980 de streekborden langsheen de Vlaamse wegen geplaatst werden, prijkte aan de ingang van het Pajottenland een Bruegeliaanse doedelzakspeler uit de Boerendans. En ook wanneer van dit idee door Vlaanderen in 2013 werd vervangen door foto’s van het Brabants trekpaard en het kasteel van Gaasbeek, koos de streekorganisatie Pajottenland+ ervoor om in de streek opnieuw een Bruegelmotief te introduceren: de dragers uit de ‘Boerenbruiloft’. Zowel de Boerenbruiloft als de Boerendans werden in 2019 door de inwoners van de streek als het meest exemplarisch voor Bruegel’s oeuvre gezien. Sinds de jaren 2000 worden dan ook het lambiekbier, boerenpaarden en Bruegel, de 3 B’s, dé uithangborden van de regio die toeristisch uitgespeeld worden.

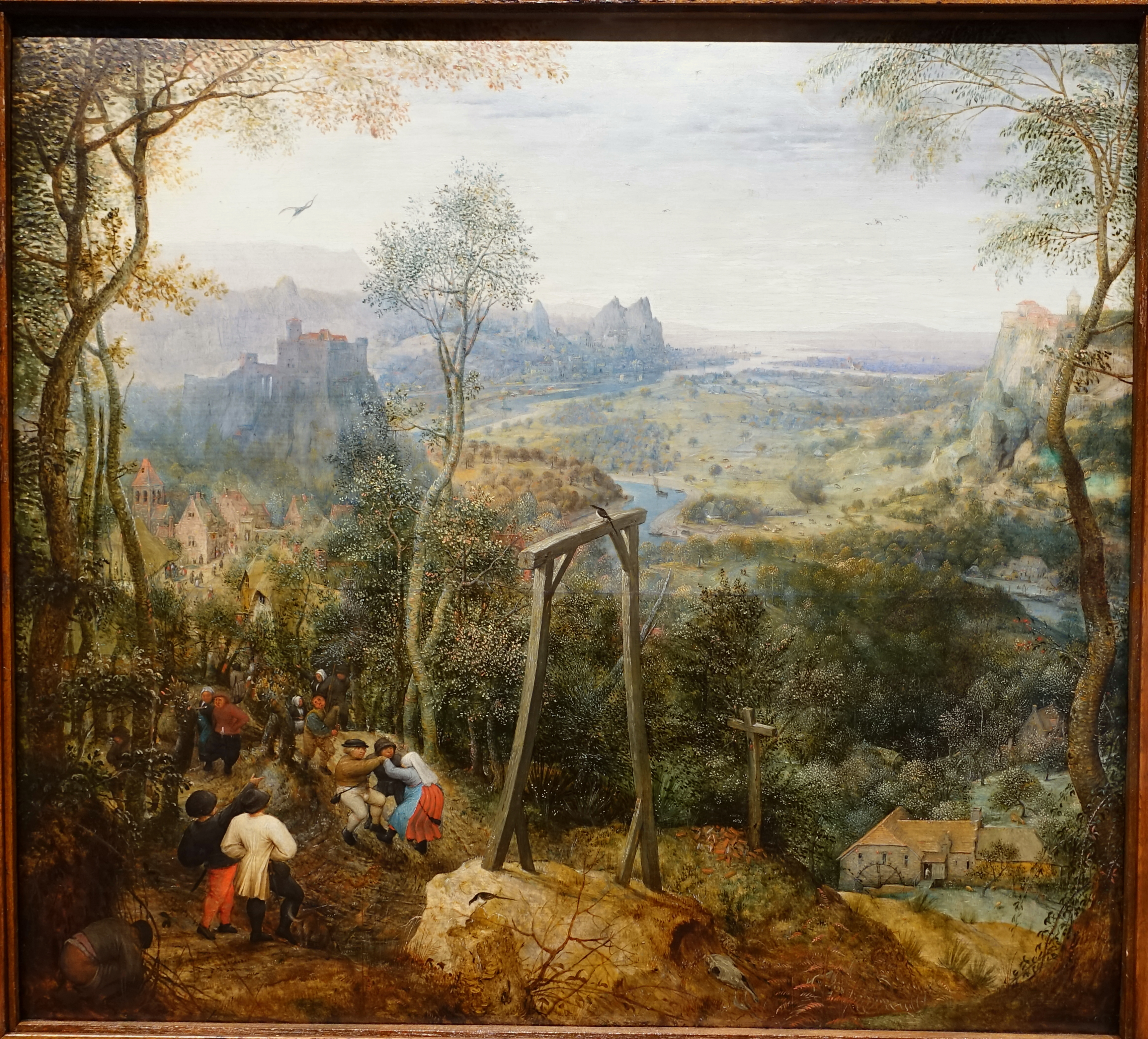
Ekster op de galg

Sinds de jaren 2000 bestaat er ook in kunsthistorische kringen de consensus dat Bruegel het Pajottenland verwerkte in zijn samengestelde landschappen onder meer in de Parabel der Blinden en Ekster op de galg.

#### Bruegeljaar 2019
In 2019 was het 450 jaar geleden dat Bruegel stierf: een verjaardag waarop Vlaanderen via zijn Vlaamse Meesters programma toeristisch inzette. Tijdens dit tweede Bruegeljaar werd er in de regio niet enkel met de idee van de “Boerenbruegel” gecreëerd door Felix Timmermans begin 20ste eeuw, aan de slag gegaan. Hij vormde er de inspiratiebron voor lokale en internationale kunstenaars om in en met het Pajottenland aan de slag te gaan: De Blik van Bruegel, Feast of Fools, de Ezels van Bruegel, Bruegel vertekend…
Of Bruegel er al dan niet echt werkzaam was, staat voor de meeste inwoners los van de fierheid die ze voelen voor ‘hun’ Bruegel. Bruegel in het Pajottenland is anno 2019 een kapstokfiguur waaraan de identiteit en een gemeenschappelijk verleden wordt opgebouwd: een middel om het landelijke karakter in de kijker te zetten, een uithangbord voor de lambiekproductie en drager van tradities en lokale folklore.

## Gebied

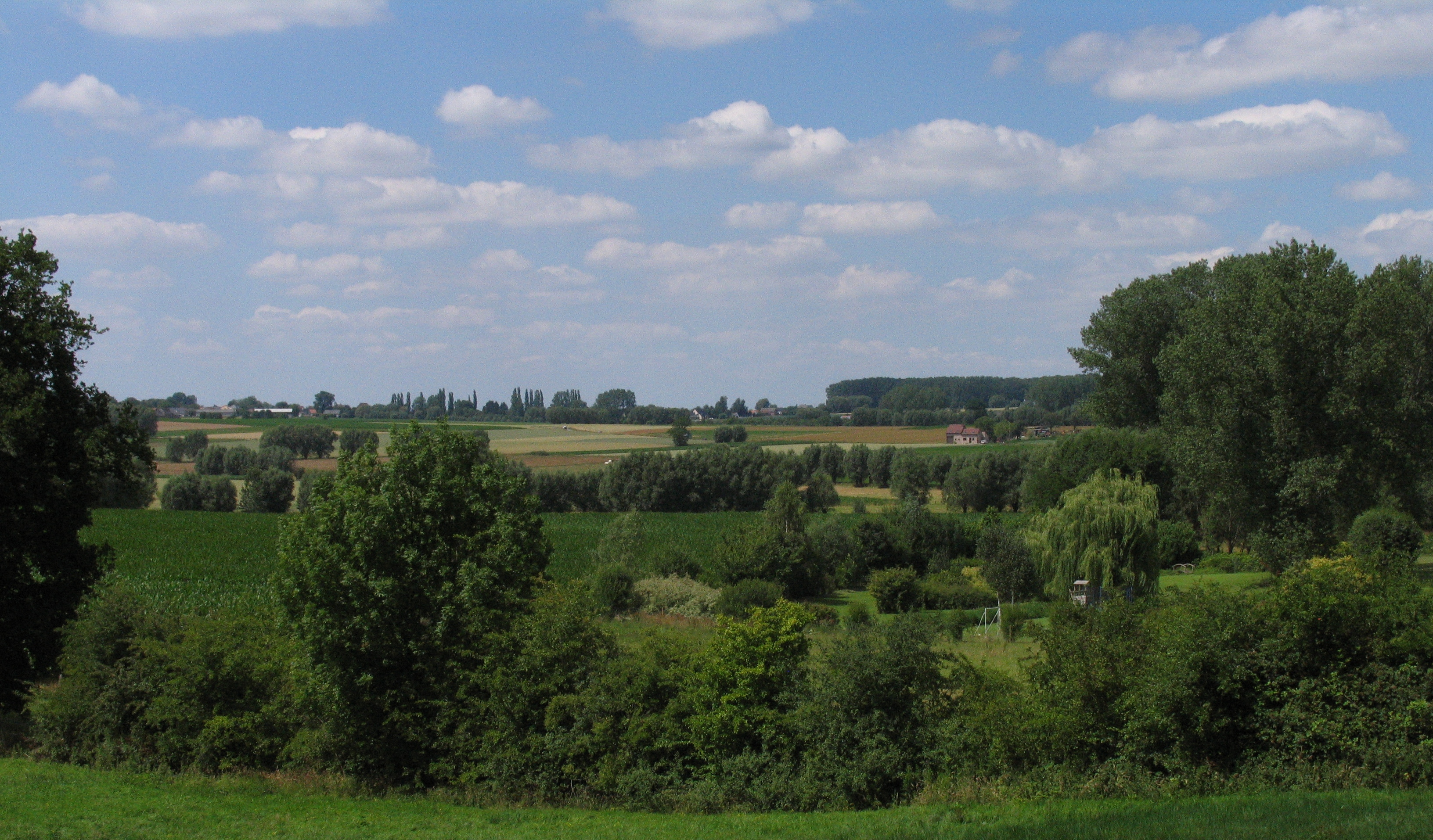
Congoberg in Galmaarden

Het Pajottenland omvat in ieder geval de volgende huidige Brabantse fusiegemeenten:
- Affligem (Afhankelijk van de bron worden (delen van) de gemeentes Affligem en Asse ook tot de naburige landstreek Brabantse Kouters gerekend, terwijl Hekelgem pas in de editie van 't Payottenland uit 1852 deel is gaan uitmaken van het Payottenland).
- Asse (Afhankelijk van de bron worden (delen van) de gemeentes Affligem en Asse ook tot de naburige landstreek Brabantse Kouters gerekend, terwijl Bekkerzeel en Zellik pas in de editie van 't Payottenland uit 1852 deel zijn gaan uitmaken van het Payottenland).
- Bever
- Dilbeek: Dilbeek, Itterbeek (met Sint-Anna-Pede), Schepdaal (met Sint-Gertrudis-Pede), Sint-Martens-Bodegem, Sint-Ulriks-Kapelle, Groot-Bijgaarden (deze laatste twee pas in de editie van 't Payottenland uit 1852)
- Pajottegem: Galmaarden, Gooik (met Strijland), Herne (met Kokejane), Herfelingen, Kester, Leerbeek, Oetingen, Sint-Pieters-Kapelle, Tollembeek, Vollezele
- Lennik: Gaasbeek, Sint-Kwintens-Lennik (met Eizeringen), Sint-Martens-Lennik
- Liedekerke
- Pepingen: Pepingen, Beert, Bellingen, Bogaarden, Elingen, Heikruis
- Roosdaal: Pamel (met Ledeberg), Borchtlombeek (met Kattem), Onze-Lieve-Vrouw-Lombeek, Strijtem
- Sint-Pieters-Leeuw: Sint-Pieters-Leeuw, Oudenaken, Ruisbroek, Sint-Laureins-Berchem, Vlezenbeek
- Ternat: Ternat, Sint-Katherina-Lombeek, Wambeek

Als we ons baseren op de laatste geschriften van advocaat F.J. De Gronckel die het Pajottenland voor het eerst beschreef, behoren ook de Ninoofse deelgemeenten Neigem en Lieferinge tot het Pajottenland. Ook een deel van het toen nog niet verbrusselde Anderlecht rekende hij bij deze streek.
Het Pajottenland is een vruchtbare landbouwstreek, met kleine dorpen. Het kenmerkende heuvelachtige landschap was uiterst geschikt voor het bouwen van water- en windmolens. Een in de regio belangrijke molenaarsfamilie waren de molenaars Orinx.

## Bezienswaardigheden en Toerisme

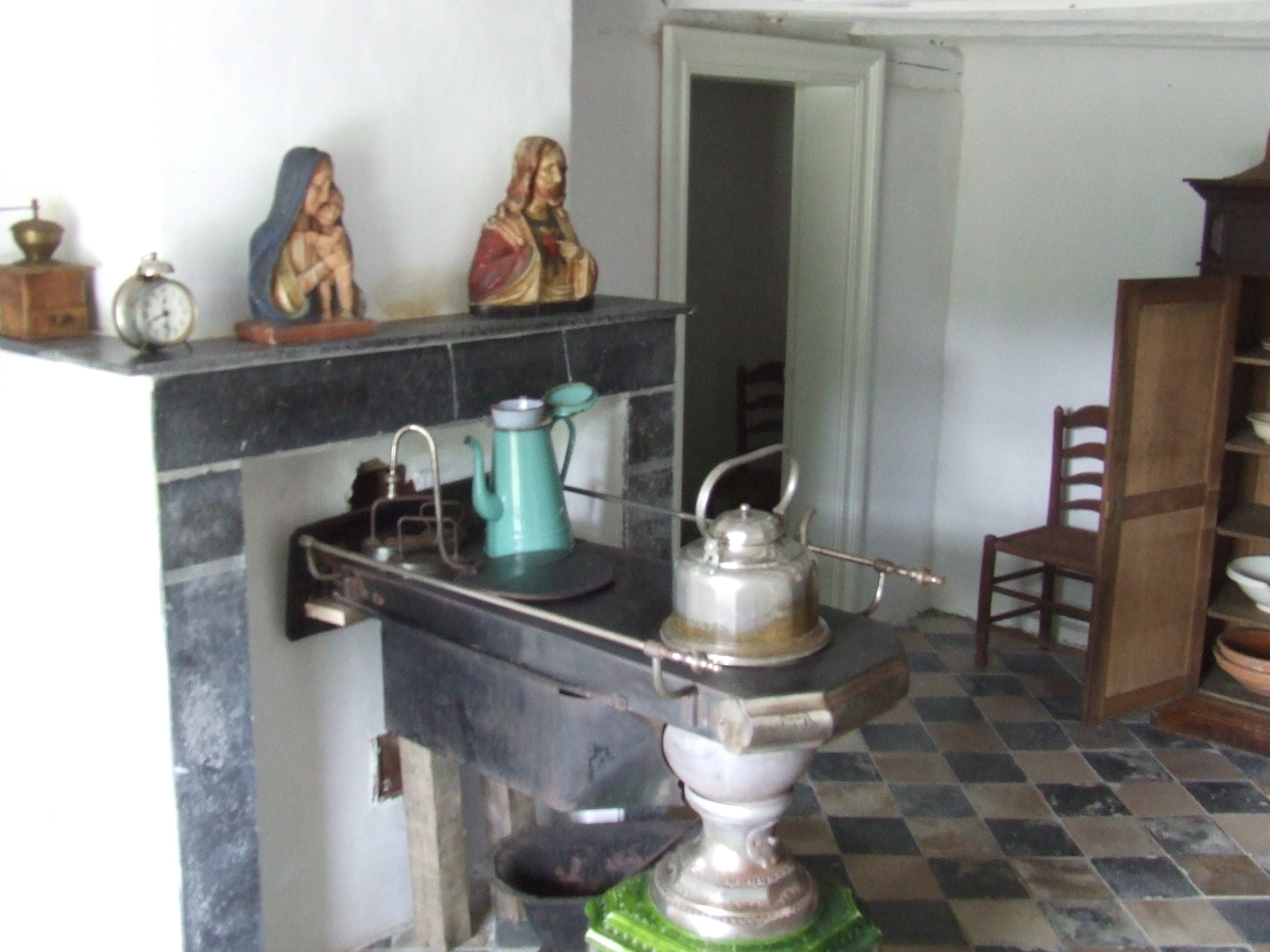
Sint-Martens-Bodegem, leemen hoeve, huis Mostinckx - zicht leefruimte

Samen met de Zennevallei is het Pajottenland een erkend Regionaal Landschap 'Pajottenland en Zennevallei'. Het Pajottenland is ook een onderdeel van de Groene Gordel rond Brussel.
- het Kasteel van Gaasbeek (museum en parkdomein van de Vlaamse gemeenschap, gelegen in de gemeente Lennik),
- de Museumtuin van Gaasbeek, gelegen in de gemeente Lennik,
- het park van Groenenberg (tegenover het domein van Gaasbeek),
- de grootste rozenverzameling van Europa in het domein Coloma te Sint-Pieters-Leeuw,
- het Museum van het Belgisch Trekpaard, in het centrum van Vollezele, dat de herinnering aan de tijd dat Vollezele een wereldcentrum was voor de handel en export van het Belgisch trekpaard levendig wil houden en het publiek kennis wil laten maken met alle facetten van het Belgisch trekpaard,
- het Mariaretabel in de kerk van Onze-Lieve-Vrouw-Lombeek,
- de Hertboommolen (ook Zepposmolen genoemd) te Onze-Lieve-Vrouw-Lombeek,
- een "Bruegelmuseum" in Sint-Anna-Pede (Dilbeek) met 12 grote, kleurvaste en weerbestendige reproducties van de mooiste schilderijen van Pieter Bruegel de Oude, die in zijn Brusselse periode vooral in de Pedevallei inspiratie vond. In 3 uur maakt men een virtuele reis langs musea over heel Europa,
- de watermolen Sint-Gertrudis-Pede (Dilbeek),
- het Kasteel en park Ter Rijst in Heikruis,
- de Sint-Martinus-kerk van Strijtem met een merkwaardige toren en een nog merkwaardiger interieur.
- Kasteel en domein Kruikenburg in Ternat (België)

### Het Pajottenland kandidaat landschapspark
Dertien Vlaamse regio’s dienden hun kandidatuur in om als landschapspark erkend te worden. Na een eerste ronde en een selectie door een onafhankelijke jury blijven er nog zeven kandidaat-landschapsparken in de running waaronder het "Boerenlandschap Pajottenland". De definitieve selectie gebeurt in 2023.
Bekende landschappen zijn ook de Congoberg (in Vollezele), Kesterheide in Gooik, de Markevallei en de Zuunvallei (in Sint-Pieters-Leeuw).

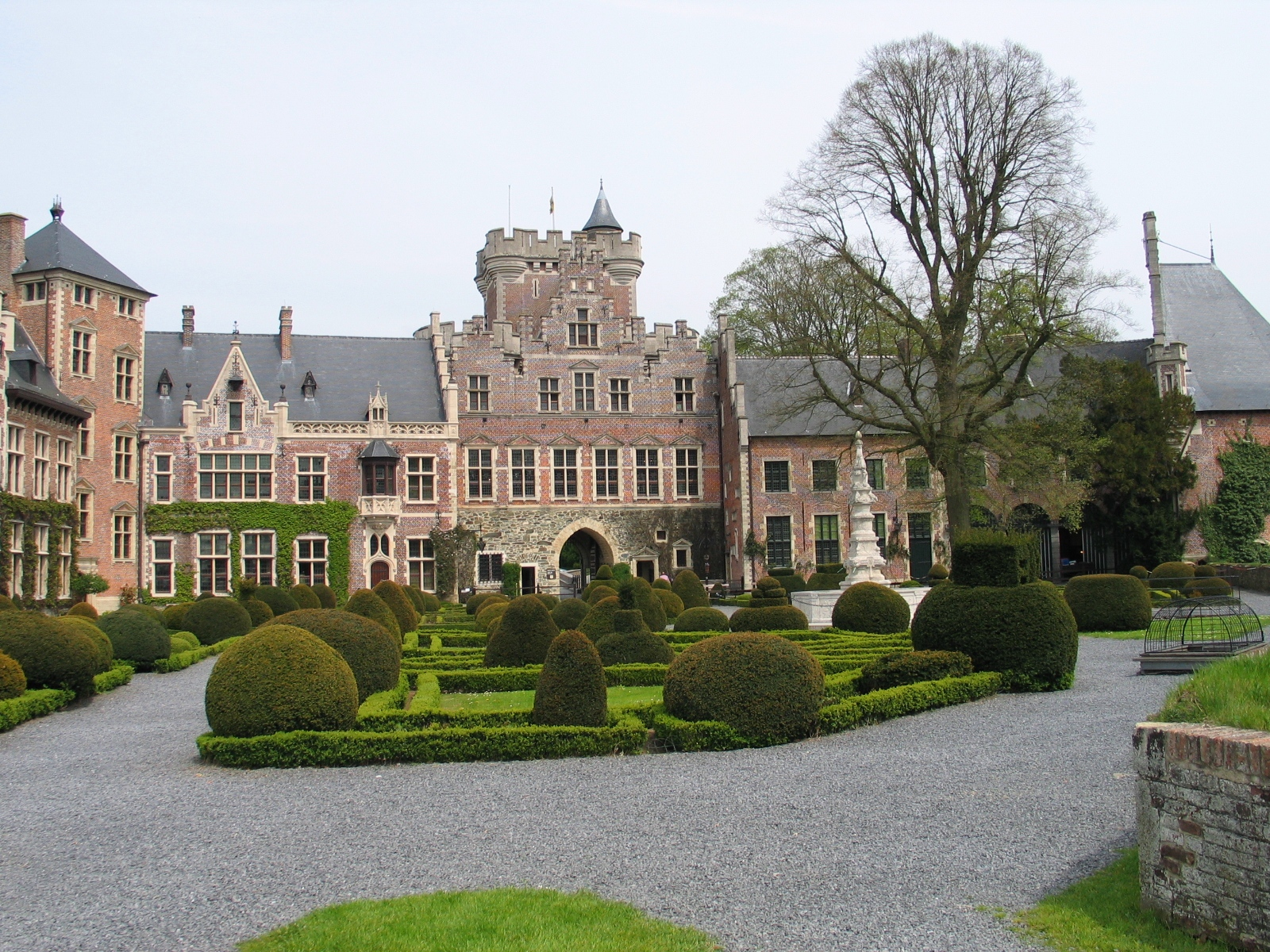
Binnenhof van het kasteel van Gaasbeek
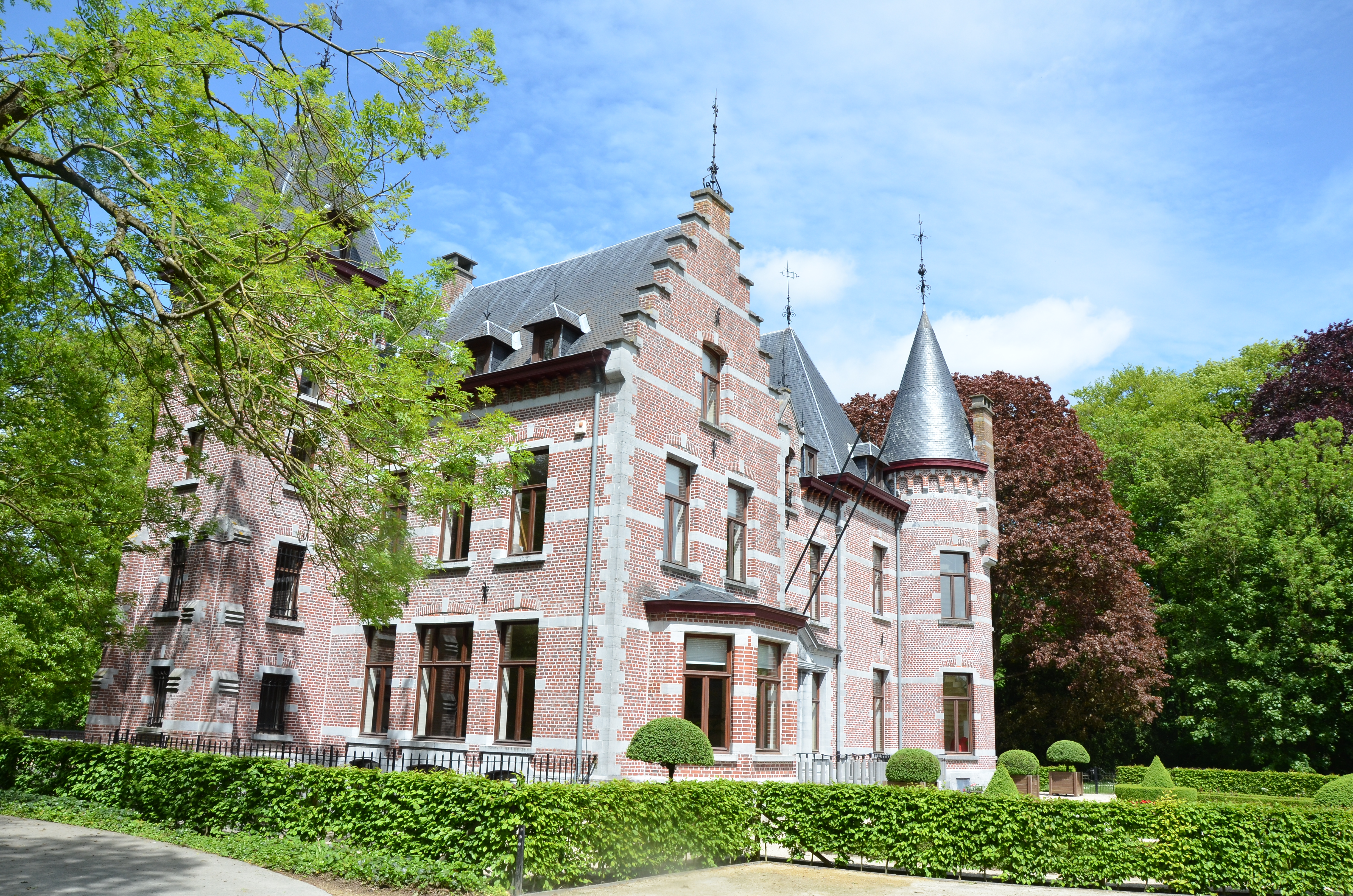
Park van Groenenberg
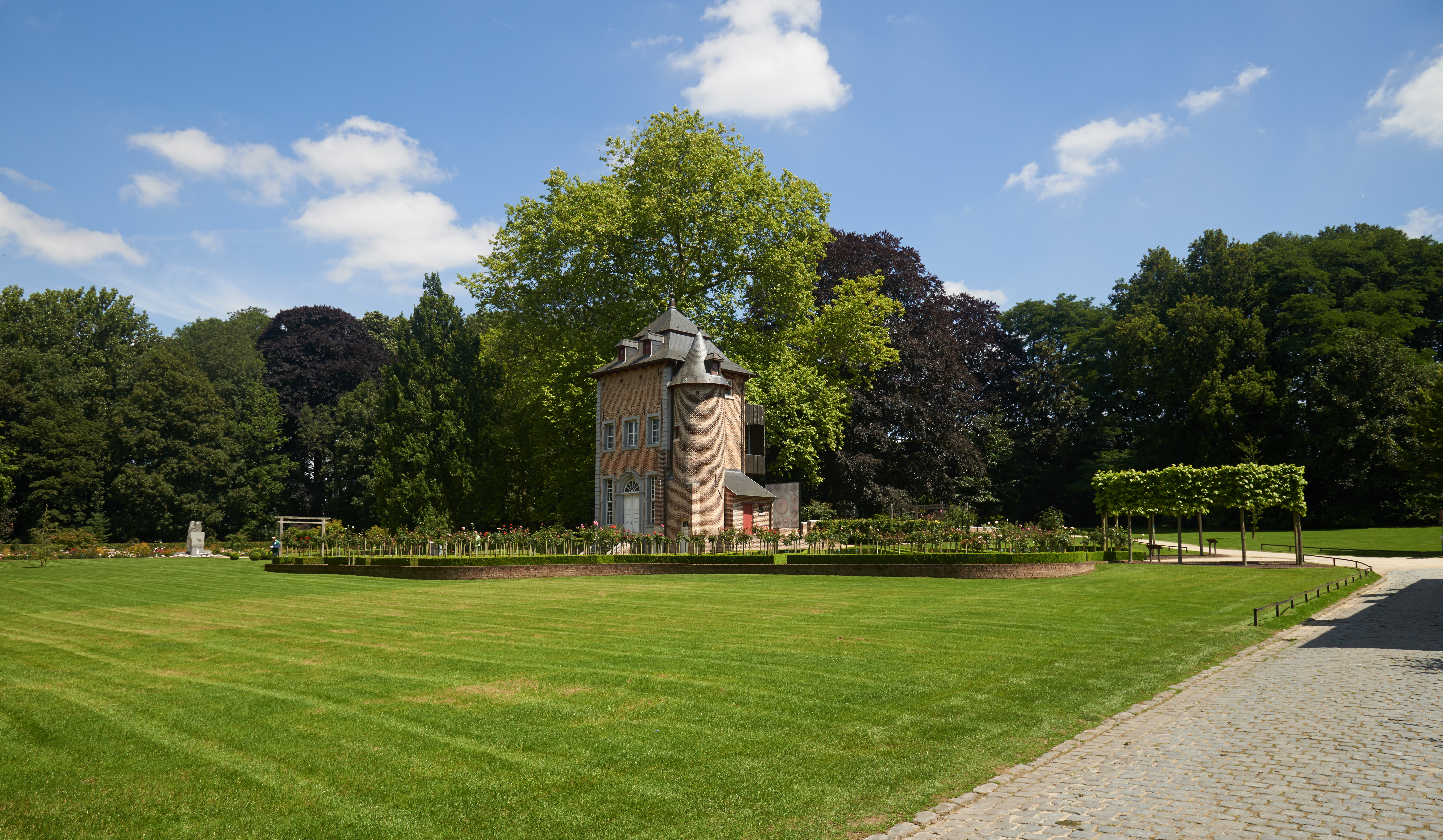
Het Colomapark
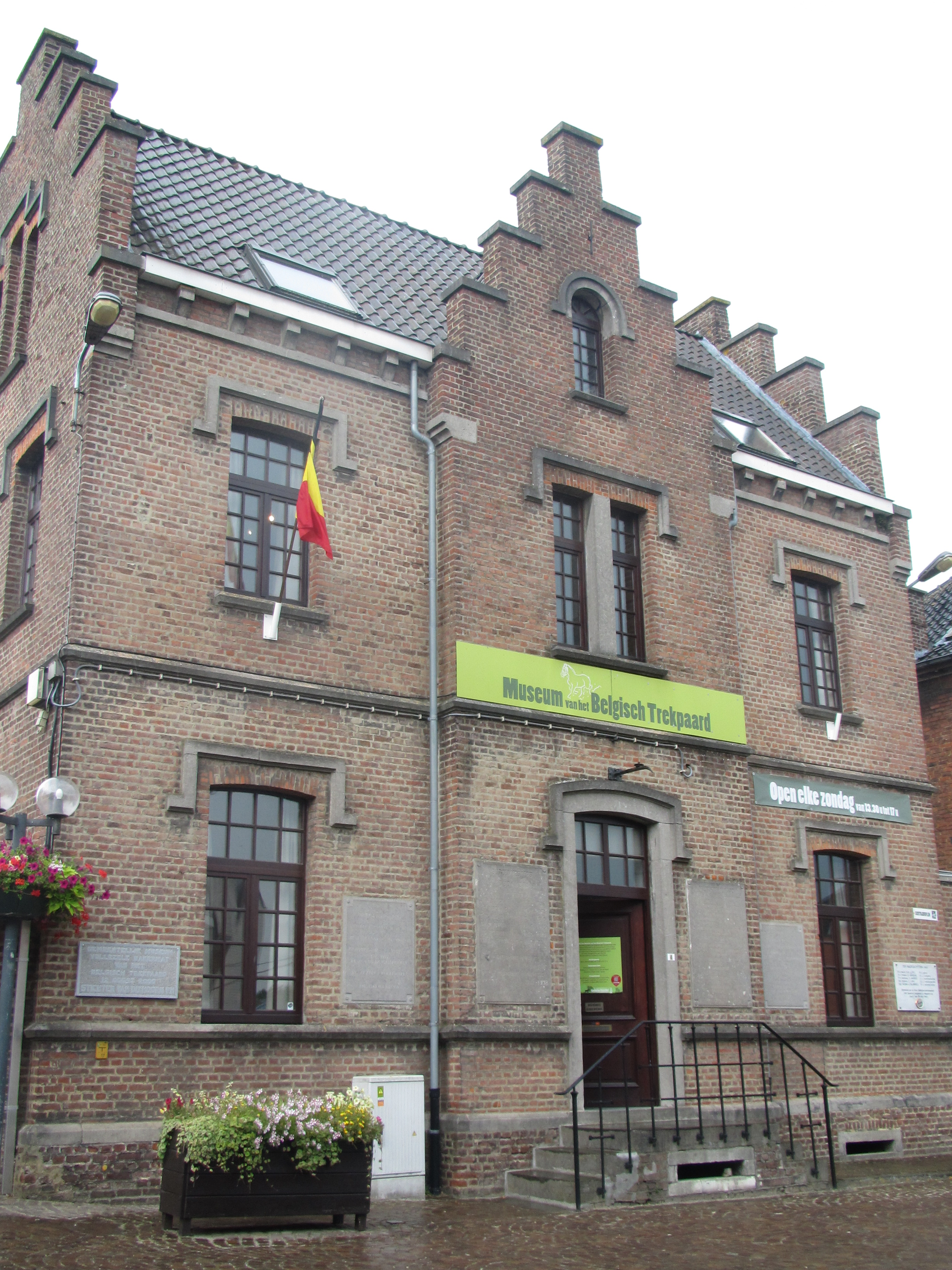
Museum van het Belgisch Trekpaard
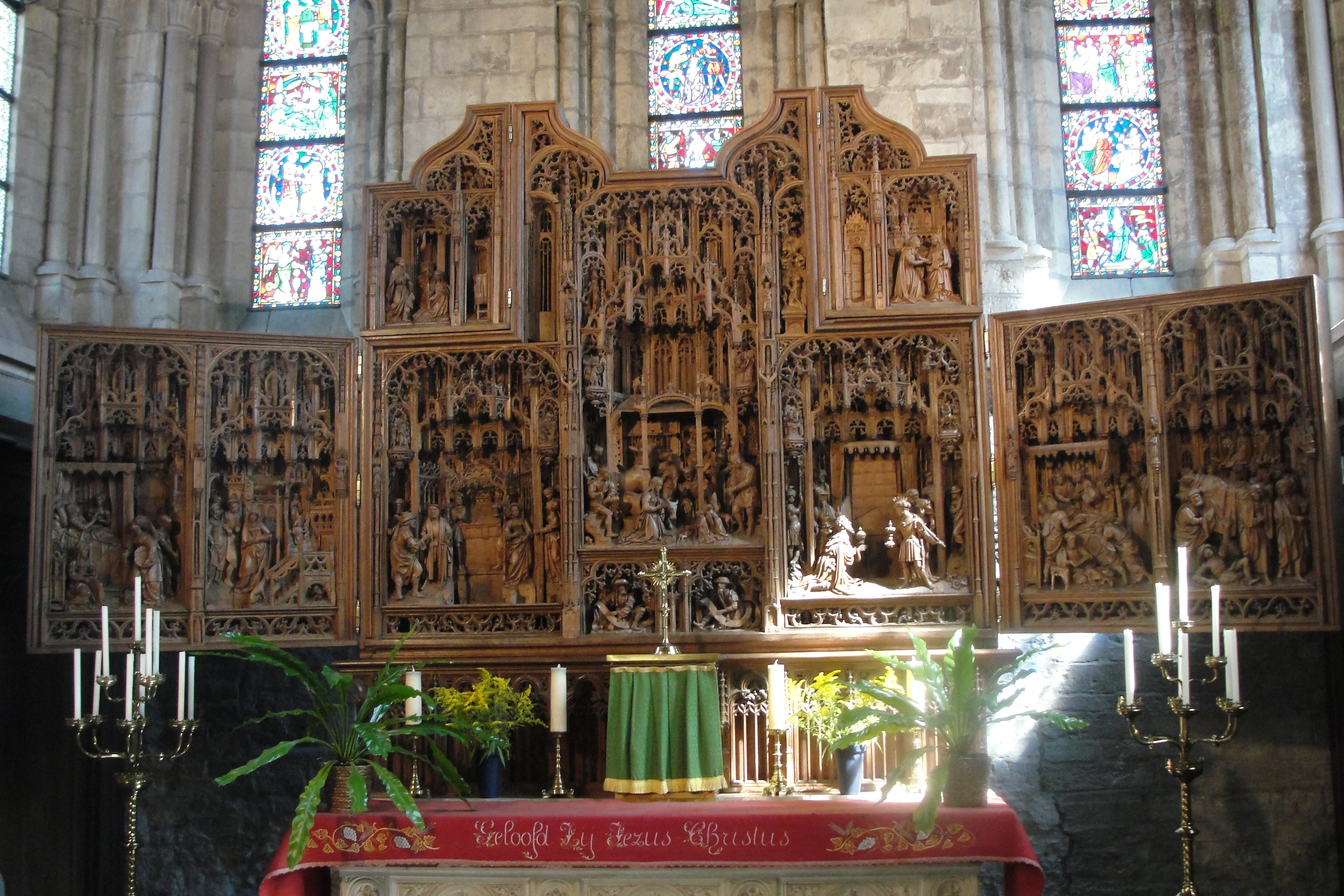
Het Mariaretabel van Onze-Lieve-Vrouw-Lombeek
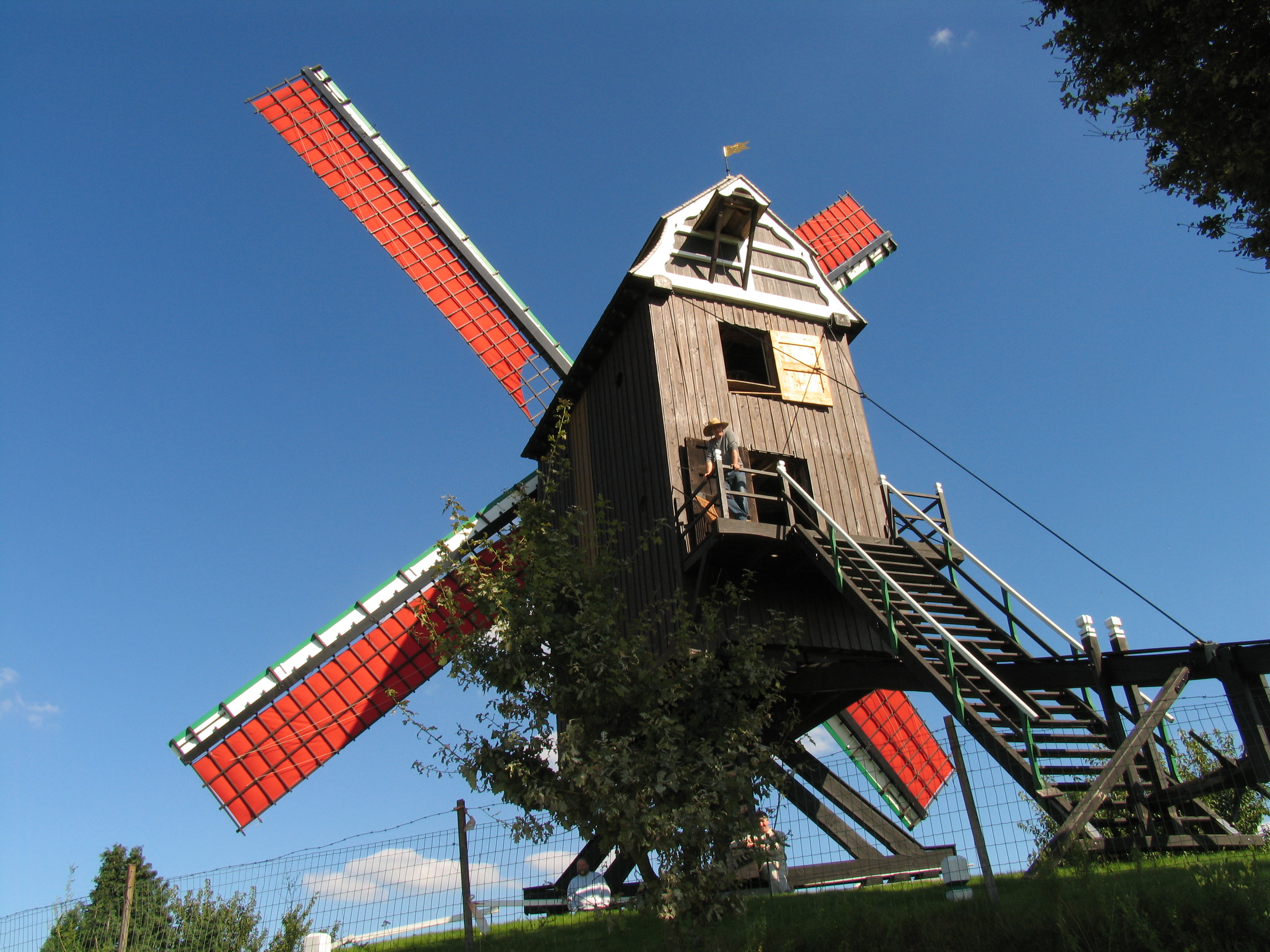
Hertboommolen
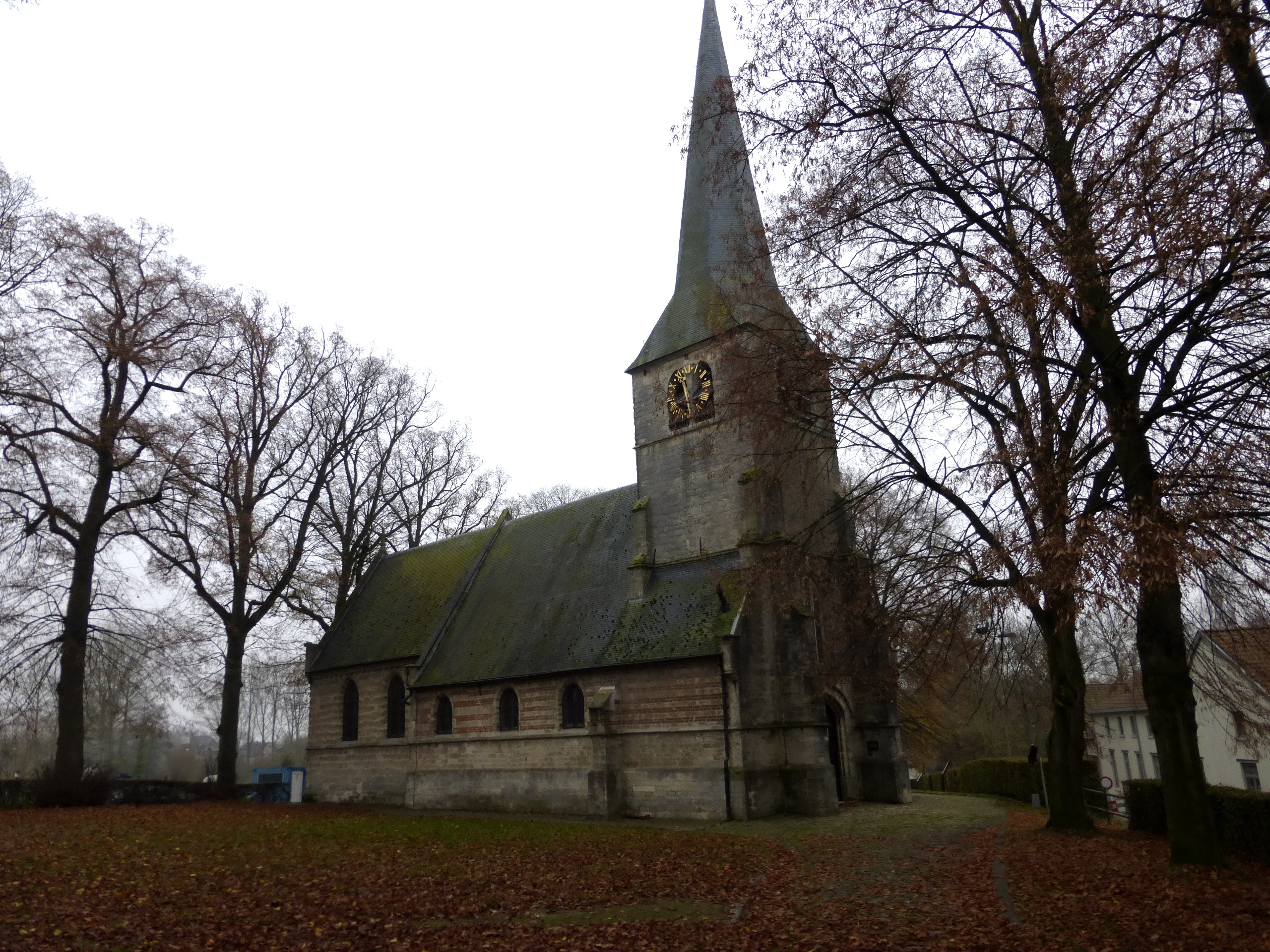
Sint-Anna-Pede
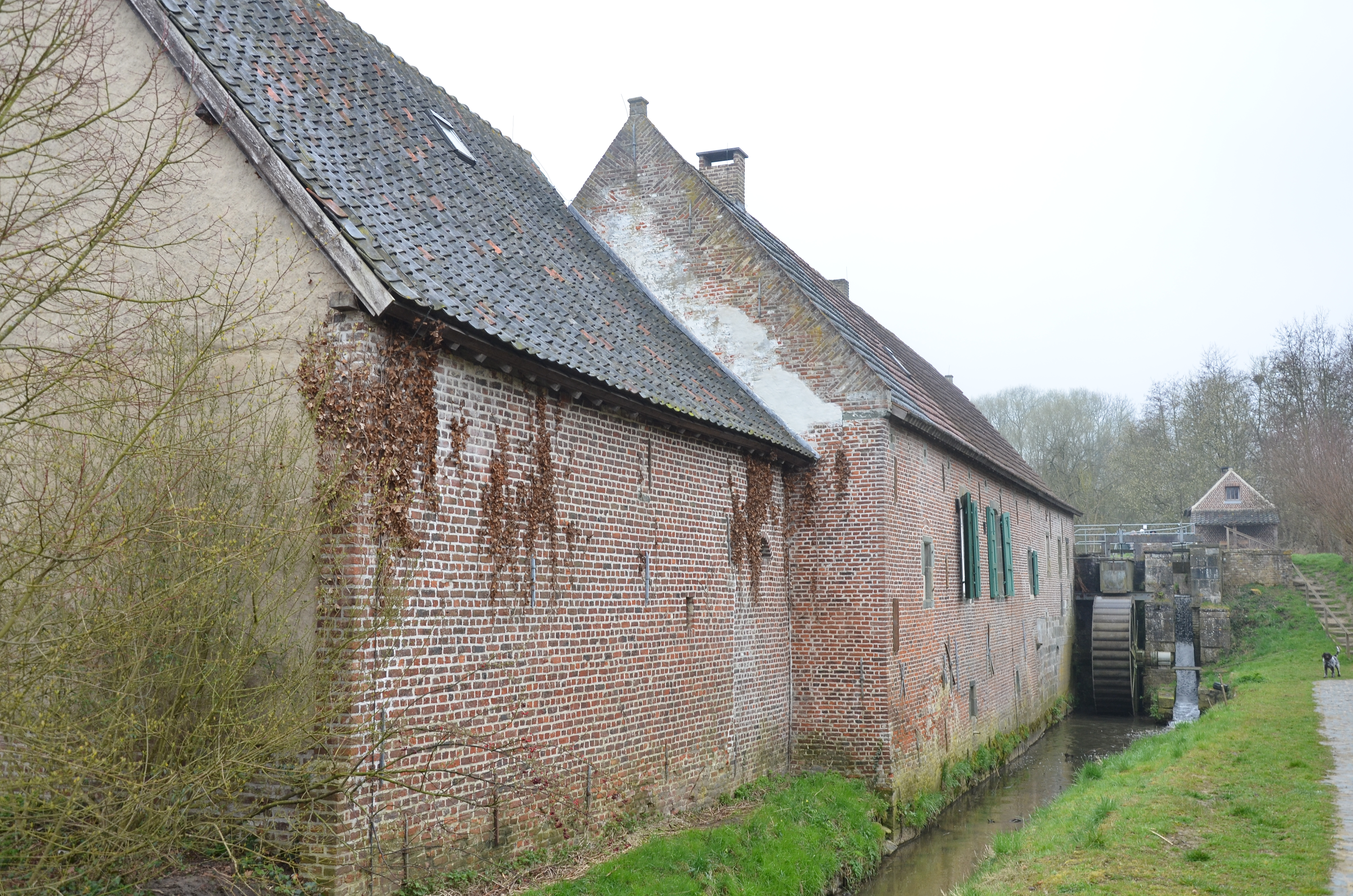
Watermolen van Sint-Gertrudis-Pede
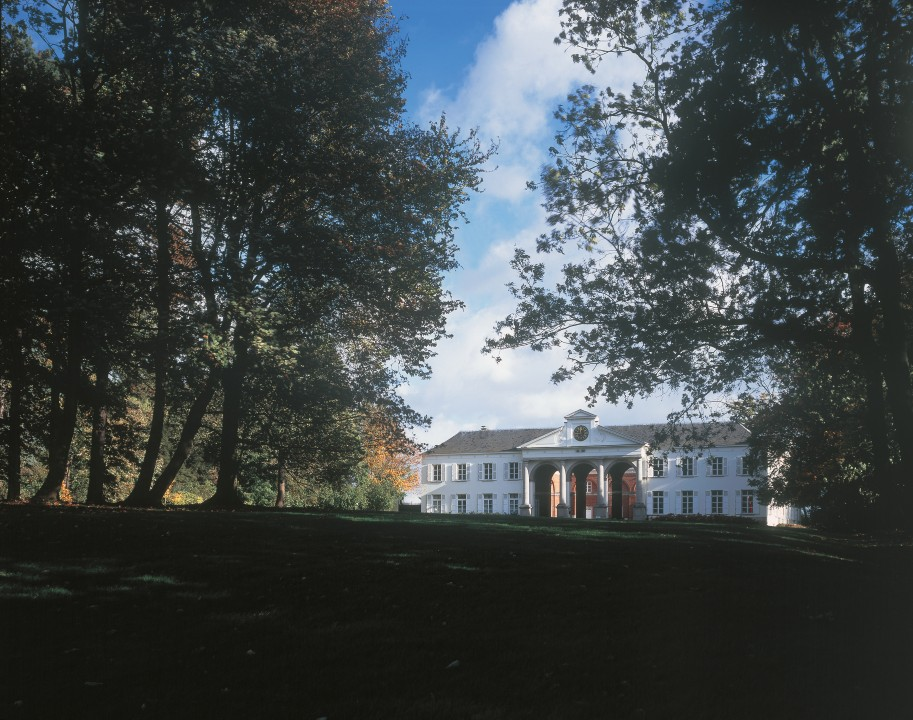
Kasteel Ter Rijst
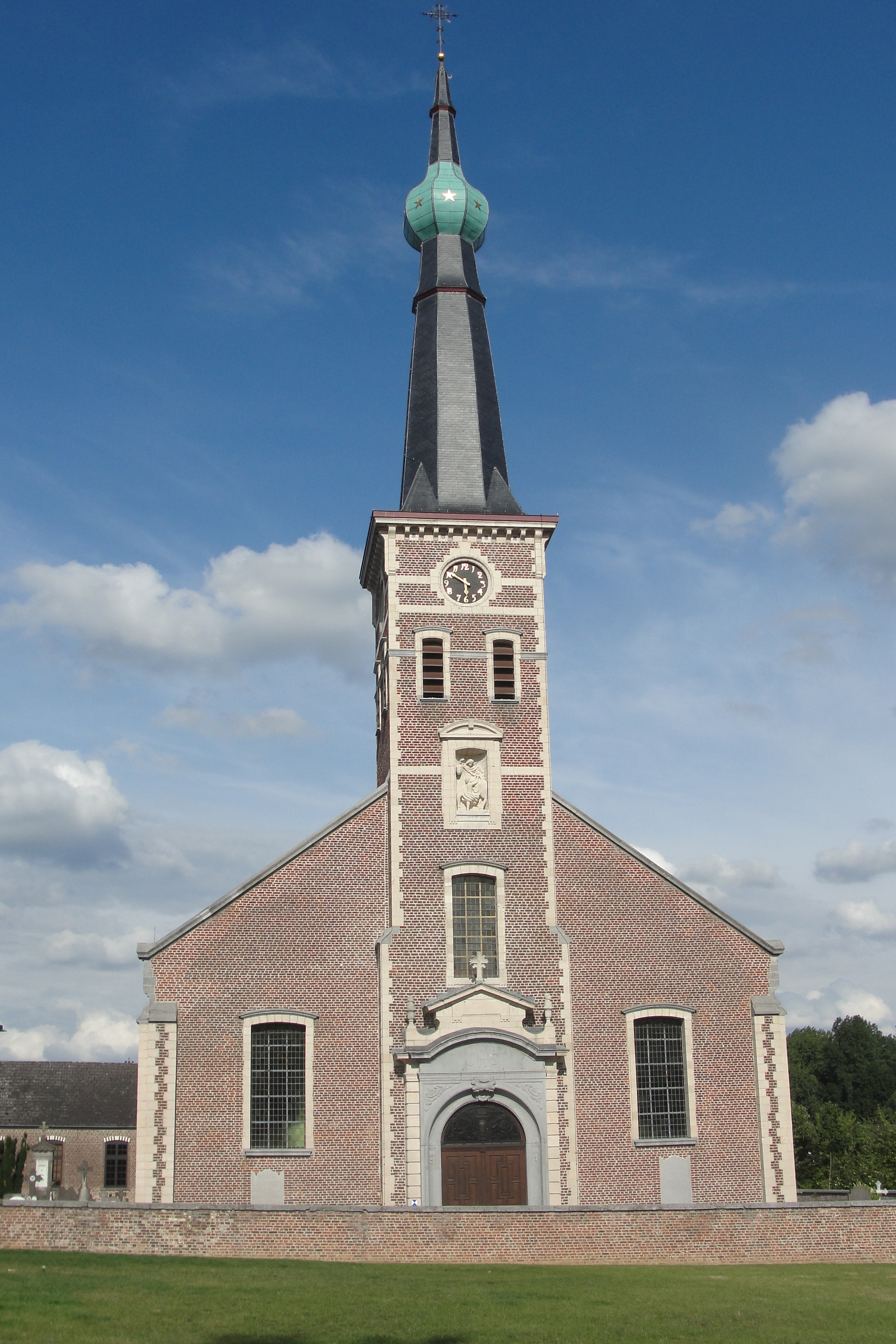
Sint-Martinuskerk in Strijtem
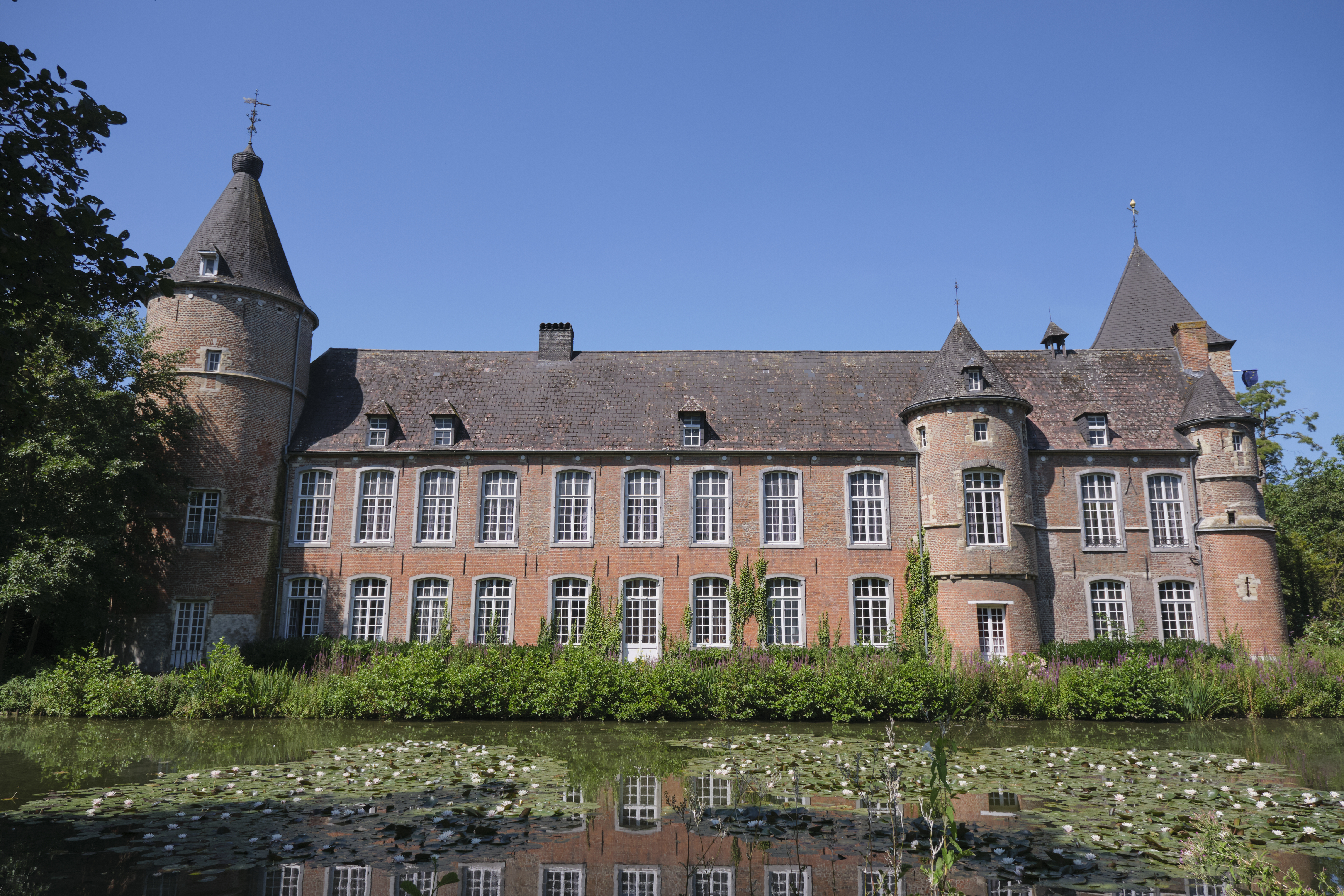
Kasteel Kruikenburg

In 2007 werden Gaasbeek en Onze-Lieve-Vrouw-Lombeek in een nationale verkiezing geselecteerd tot de 15 mooiste dorpen van Vlaanderen.

## Afbeeldingen

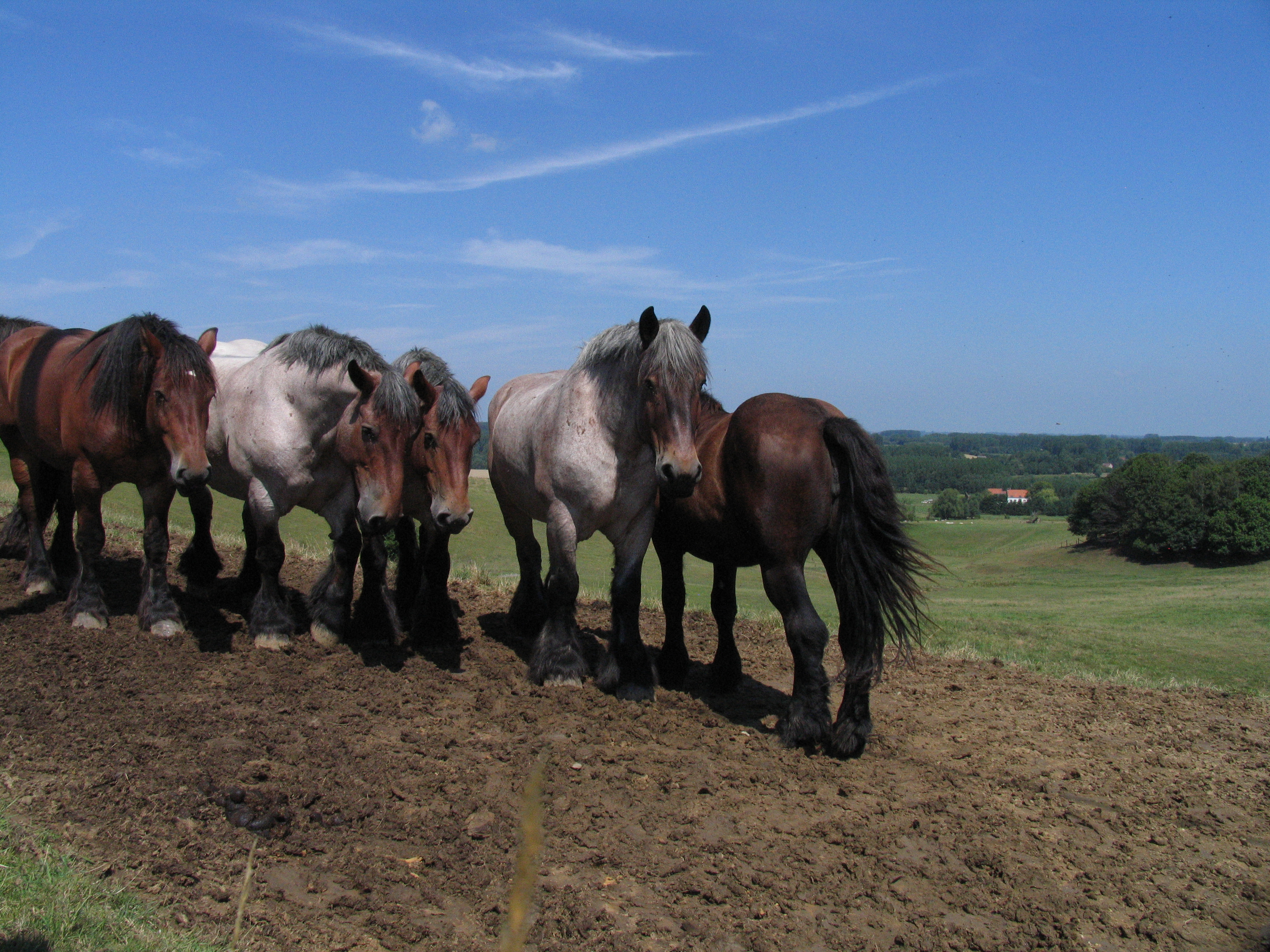
Brabantse trekpaarden op de Congoberg
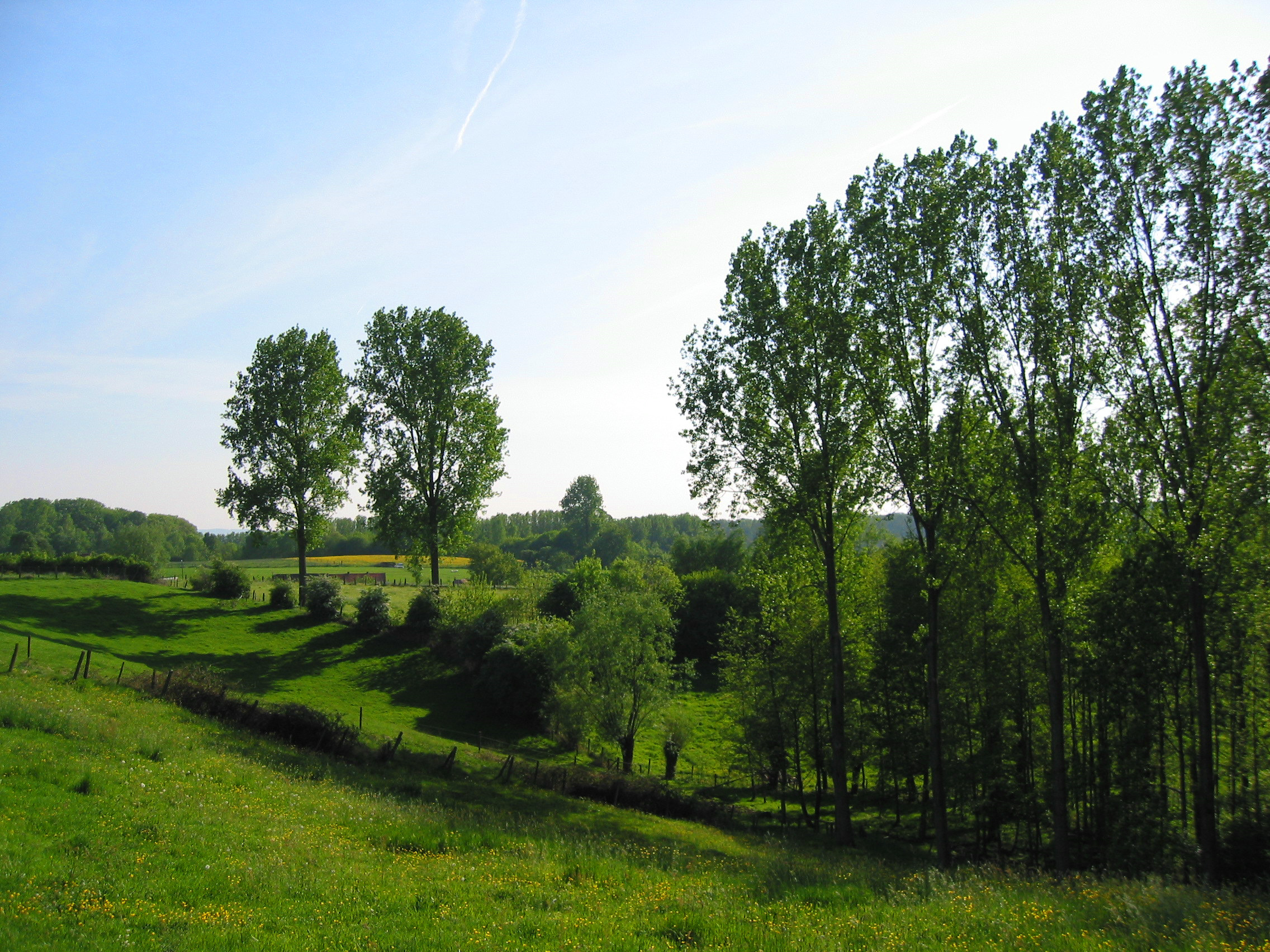
Landschap in Kester
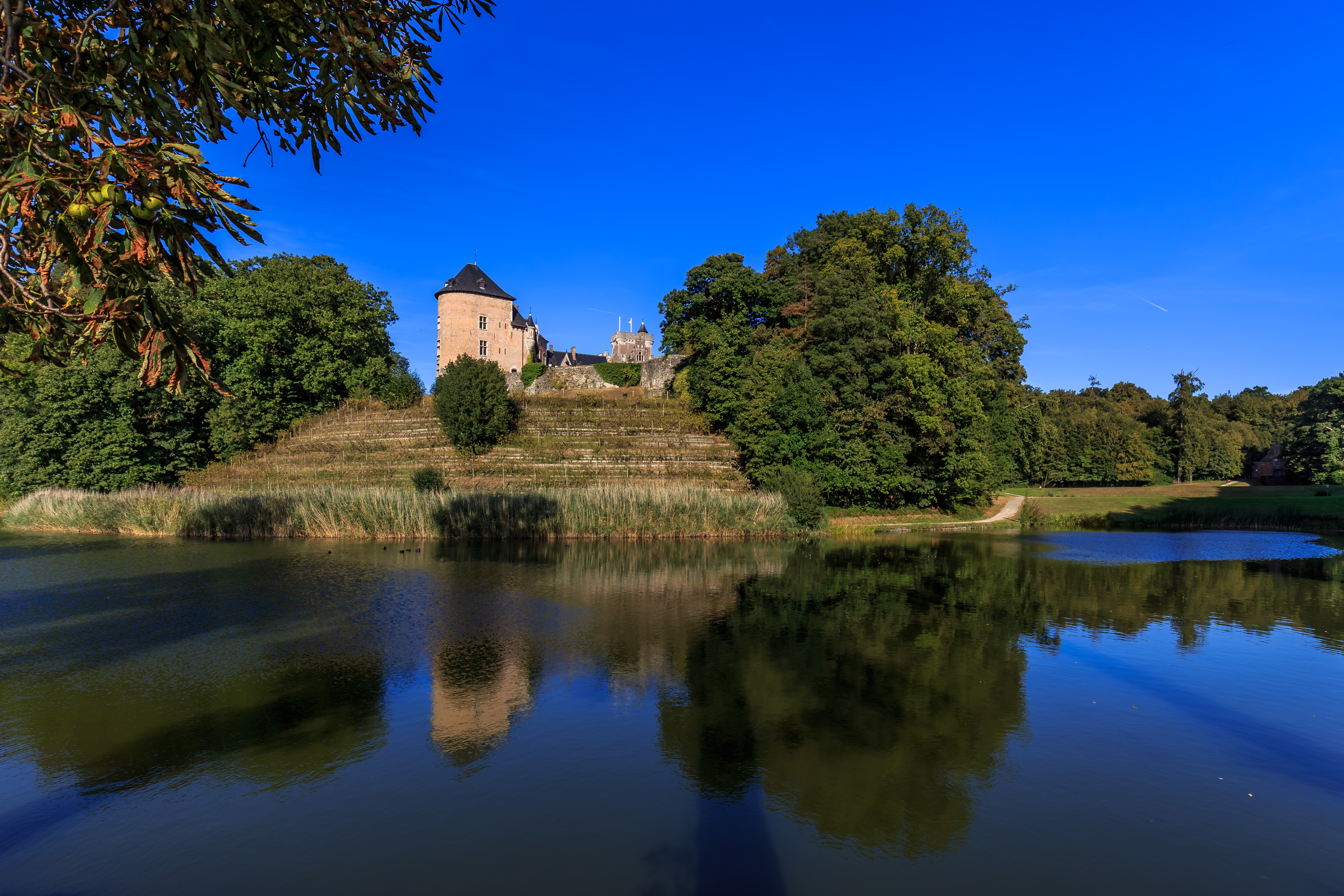
Het Kasteel van Gaasbeek
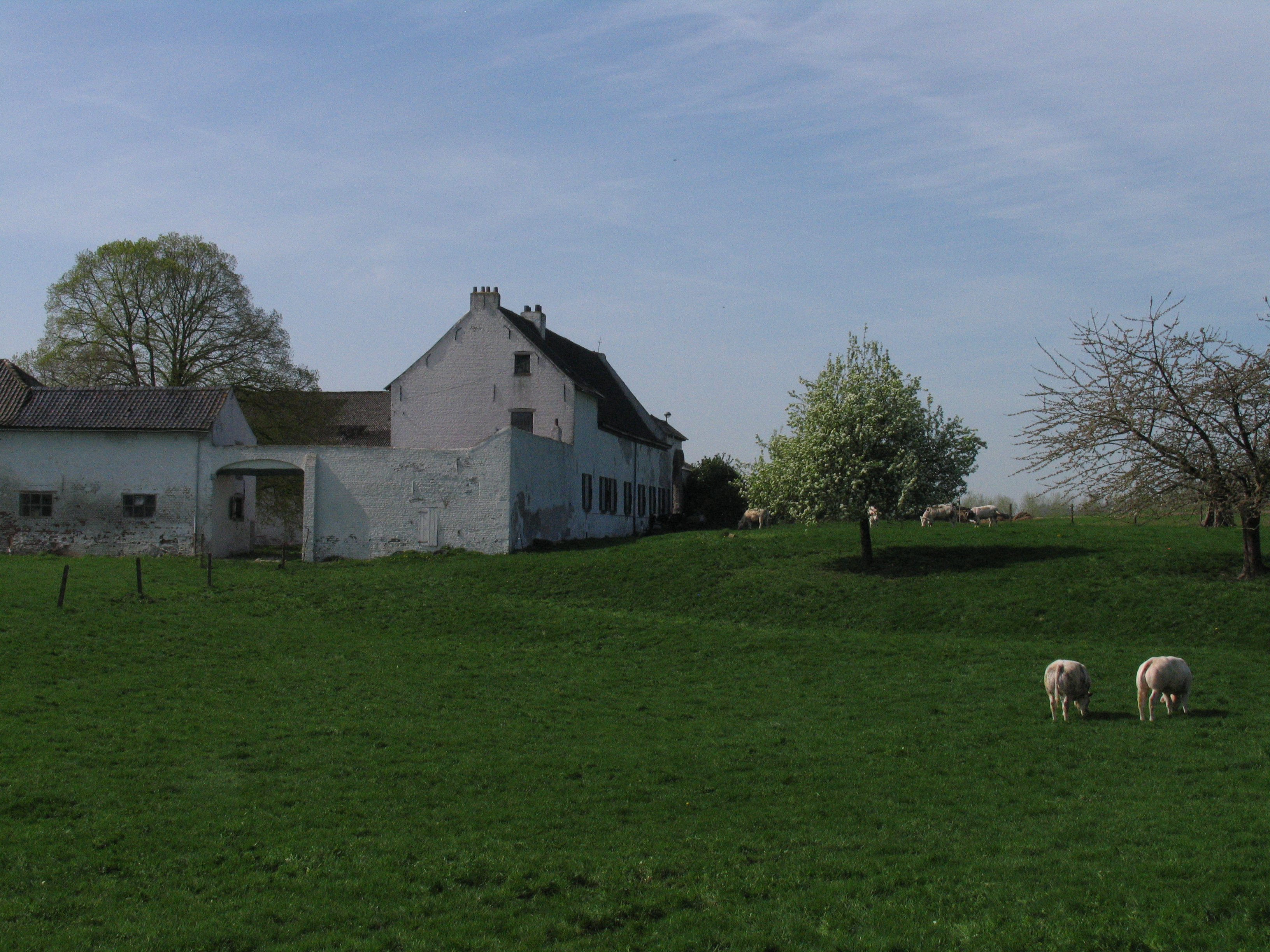
Hoeve Bree-Eik in Sint-Kwintens-Lennik
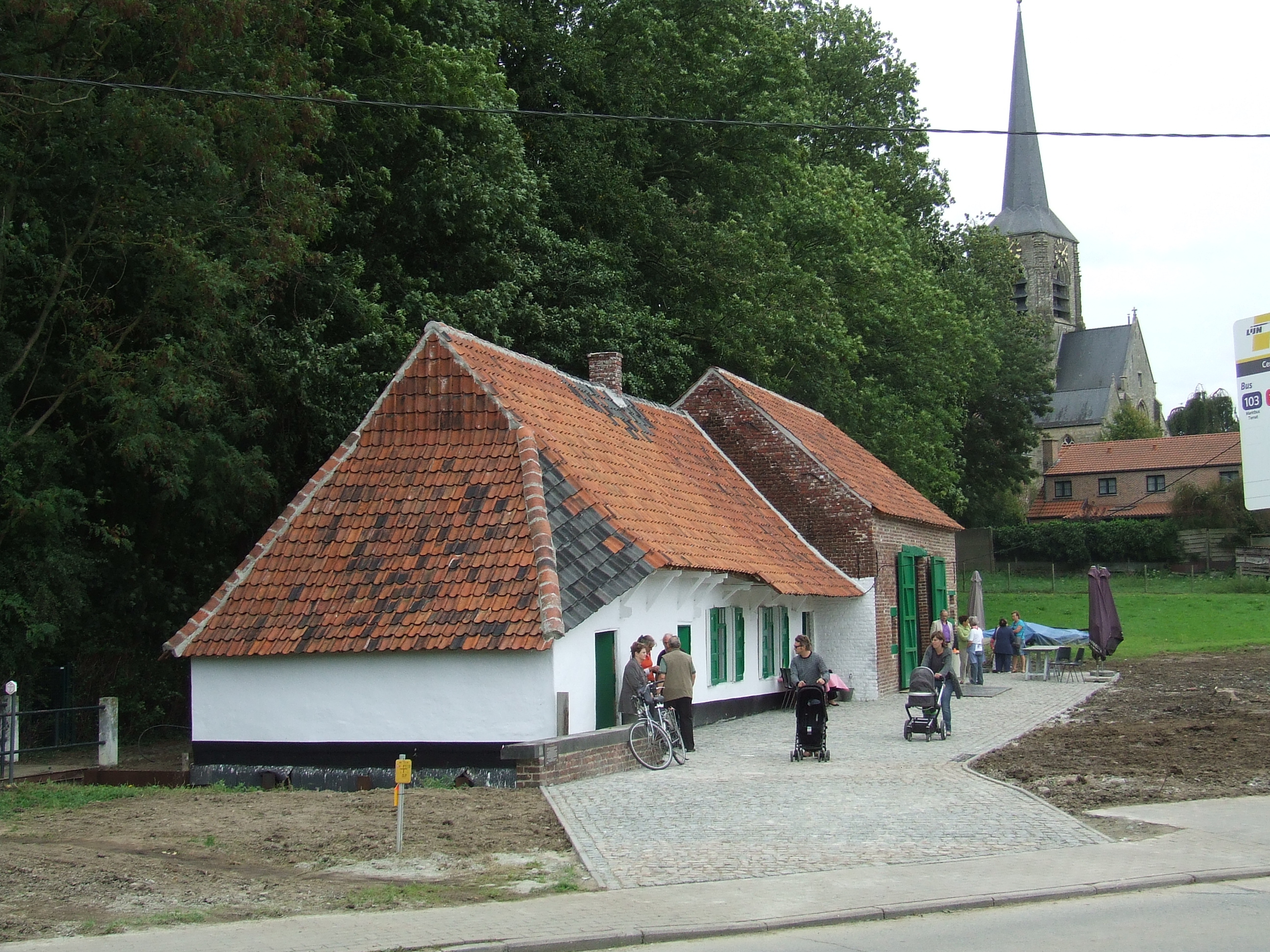
Sint-Martens-Bodegem, huis Mostinckx.
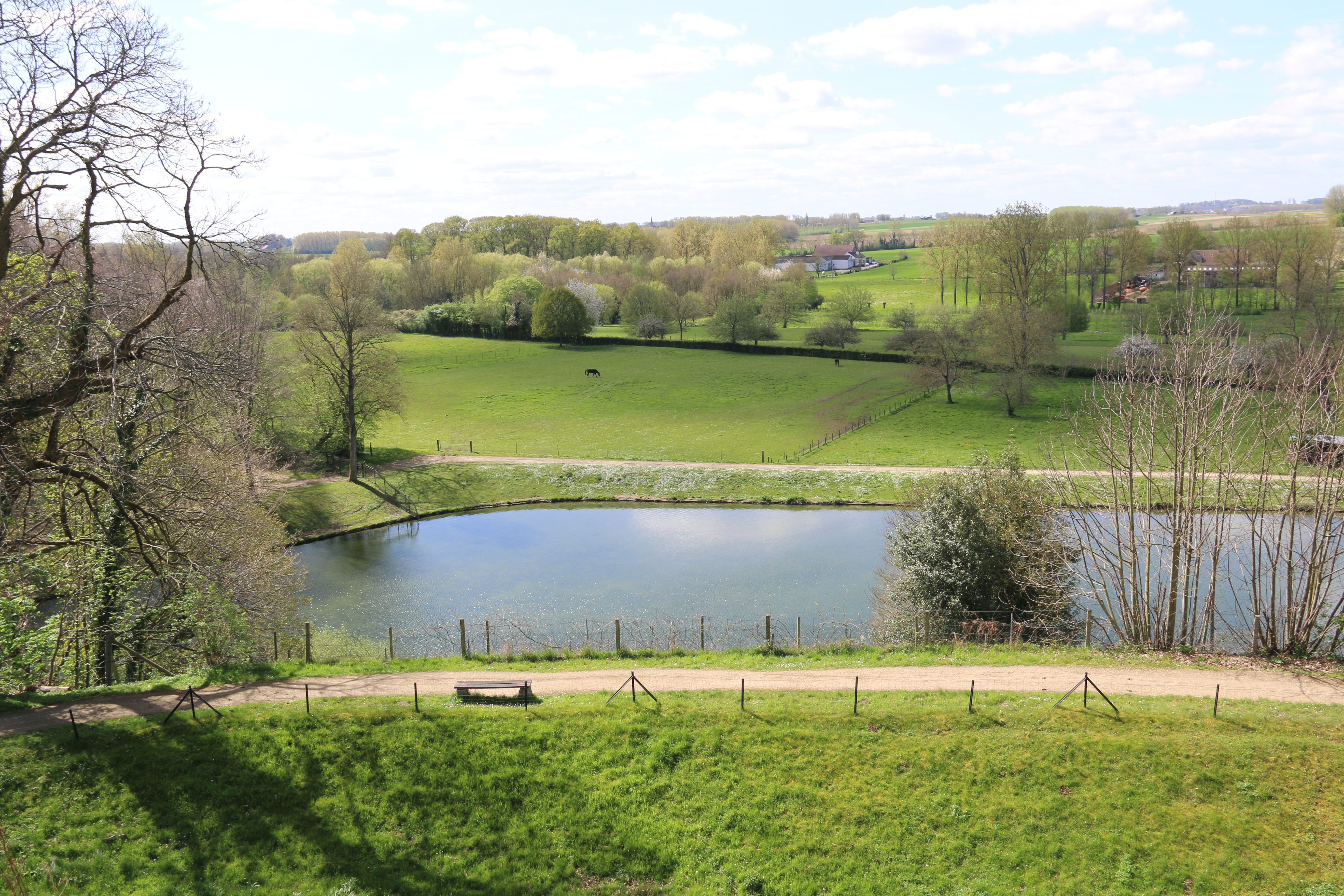
Het Pajottenland gezien vanaf het kasteel van Gaasbeek
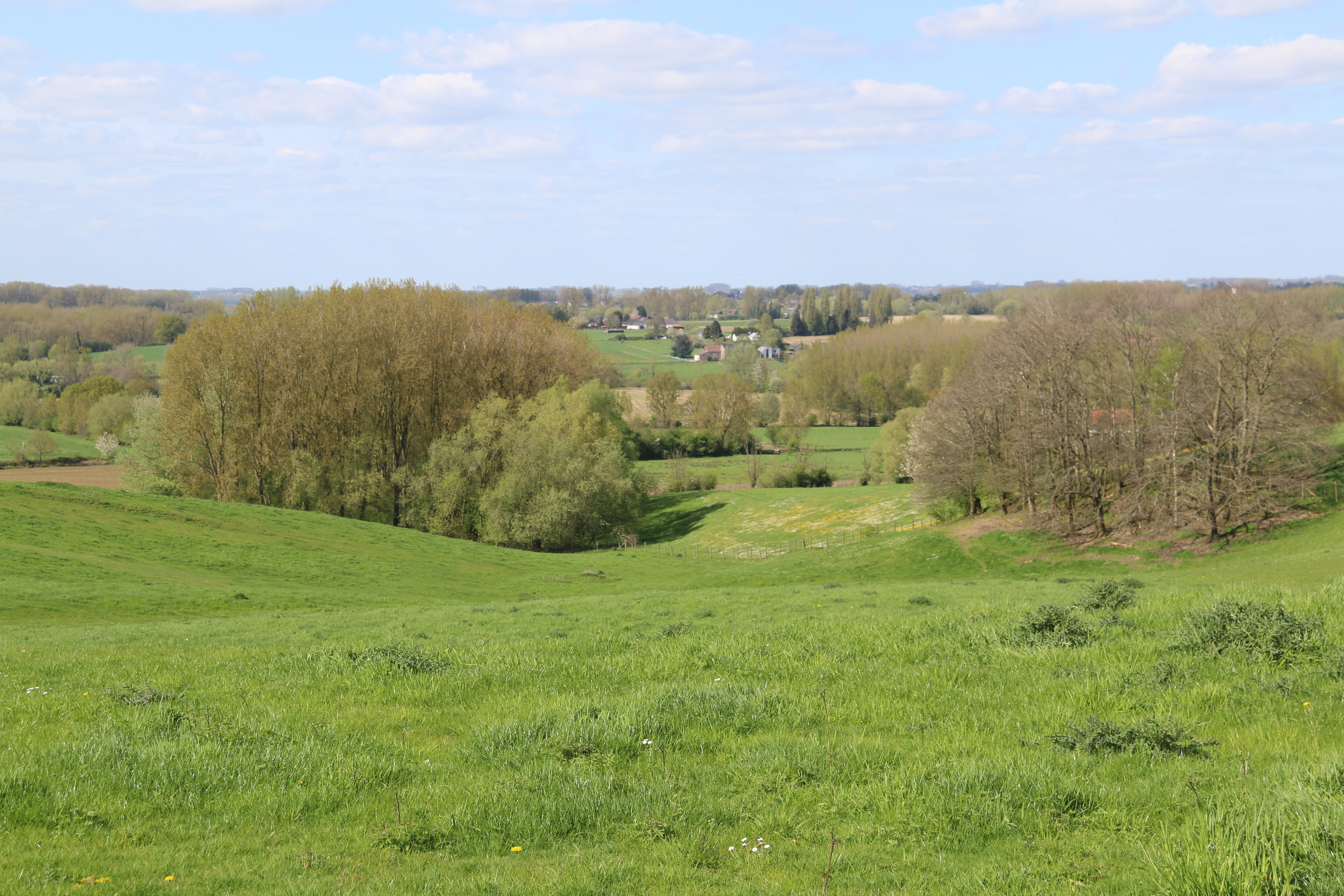
Landschap rond de Congoberg

## Economie
Gezien de vruchtbare grond waren de meeste activiteiten agrarisch en ermee verbonden.

### Graangewassen
De teelt van graangewassen zoals tarwe en gerst, vooral voor de voeding. Voor het vermalen van die granen waren er in Pajottenland niet minder dan 125 wind- en watermolens dankzij de vele heuvels en ettelijke waterlopen. De gronden waren zo vruchtbaar dat een deel van de graanoogst voor andere zaken kon worden gebruikt. Sinds 2019 worden er ook oude graansoorten opnieuw geteeld.

### Groenten en fruit
- In de gemeenten grenzende aan Brussel werden er groenten gekweekt door de boerkozen[36] die hun producten verkochten op de Brusselse vroegmarkt.
- Een andere teelt was de aardbeienteelt, die geschikt was voor de relatief kleine landbouwpercelen in de buurt van de hoofdstad Brussel die het voornaamste afzetgebied was voor dit delicaat fruit. De familiaal gerunde aardbeienteelt was rond 1880 te Dilbeek en te Sint-KwintensLennik gestart, als alternatief voor de uitstervende hopteelt. De kwekers mochten 50 kg groenten en fruit kosteloos meenemen met de buurtspoorwegen naar Brussel[37] Er ontstonden ook verschillende plaatselijke markten in het aardbeiseizoen waarvan de eerste (in 1913) en voornaamste deze van Schepdaal was.[38] De Pajottenlandse aardbeiproductie bereikte haar hoogtepunt in de jaren tussen de jaren 1950 en '60. Het bebouwde areaal beliep toen 300 ha. De aardbeienteelt daalde vanaf de jaren 1970 door de buitenlandse concurrentie. Door de opkomst van nieuwe groente- en fruitveilingen en de invoering van de btw verdwenen de plaatselijke markten. De aardbeienteelt verschoof naar de Noorderkempen.[39][40]

### Hopteelt
In de streek van Asse werd er vroeger veel hop geteeld. In de 19e eeuw besloeg de hopteelt in het landbouwdistrict Asse 855 ha wat nagenoeg evenveel was als in het district Poperinge met 881 ha. De inlandse hop werd door buitenlandse met een betere kwaliteit verdrongen en was omstreeks 1910 nagenoeg verdwenen in het Pajottenland. Sinds 2018 zet de Vlaamse overheid in op het stimuleren van de heropleving van de hopcultuur in onder meer het Pajottenland via het HOP AAA+-traject.

### Het brouwen van bier (Lambiek)
In het laatste kwart van de 18e eeuw werden in het Pajottenland reeds de biersoorten faro en lambiek gebrouwen, die gekenmerkt worden door hun spontane vergisting. Zo voldeed in 1775 een brouwer in Asse zijn tienden deels met een partij faro. Eind 19e eeuw werd tevens de geuze populair in de vorm van lambiek die op flessen werd hergist zoals bij de champagne, en deed de kriek-lambiek zijn intrede. Er was nagenoeg in elk dorp een brouwerij. In Schepdaal bestonden zelfs vier brouwerijen, in volgorde van grootte Eylenbosch (aan de Spanuit), De Neve (in Sint-Gertrudis-Pede), De Troch (Spanuit) en Goossens (Sint-Gertrudis-Pede) .

### Paardenfokken
De bodem in het Pajottenland bestaat uit zandleem en leem die kalkrijk voeder voortbrengt, ideaal voor trekpaarden. 

Op het einde van de 19e eeuw en het begin van de 20e eeuw speelde Vollezele een belangrijke rol in de ontwikkeling van het Belgisch trekpaard dankzij de hengstenhouder Remy Vanderschueren met de hengst Brillant zoon van de legendarische Orange I.
Tegenwoordig zijn er in het Pajottenland nog fokkerijen, de stallen:
- Cortvrindt in Asse;[46]
- Het Baljuwhuis in Gaasbeek;
- Tercam in Bellingen;
- Terlo in Roosdaal;
- van de Congoberg in Vollezele.

### Huidige landbouw
De huidige landbouwactiviteiten zijn: melk-en rundvee, groenten- en fruitteelt.

## Filmlocaties en tv-reeksen
Onder andere:
- Amateurs (2014)
- Echte Verhalen: De Buurtpolitie (2014)[48]
- Een mens van goede wil[49]
- Eigen kweek (2013)[48]
- F.C. De Kampioenen (1990)[50]
- FC Nerds (2008)
- Hector[48]
- Jacobus en Corneel ( 1982-84)
- Johan en de Alverman (1965)
- Kapitein Zeppos (1964)
- Maria Speermalie (1979)[48]
- Mik, Mak en Mon (1986)[48]
- Ons geluk (1995)
- Paix sur les champs (1970)
- De Paradijsvogels (1979)[48]
- Rolande met de Bles[48]
- Salamander (televisieserie) (2012)[48]
- Samson en Gert (1990)[48]
- The Profs (2015)[48]
- Thuis (1995)
- Wat als? (Vlaanderen) (2011)
- Wauters vs. Waes (2014)[48]
- Willem van Oranje (1984)[48]
- Witse (2004)

### Stripverhalen
- De wildeman van Gaasbeek (1990)
- De avonturen van Urbanus (1982 tot ?)

Brabantse Kouters ·  
Dijleland ·  
Haspengouw en Voeren ·  
Houtland ·
Kleine en Grote Nete · 
Kempen en Maasland ·  
Lage Kempen ·  
Meetjesland en Leievallei ·  
Noord-Hageland ·  
Pajottenland en Zennevallei ·  
Rivierenland ·  
Schelde-Durme ·  
Vlaamse Ardennen · 
Voorkempen ·  
Westhoek ·  
Zuid-Hageland